# ライオン製品一覧
ライオン製品一覧（ライオンせいひんいちらん）では、ライオンのブランドで現在製造している、または過去に製造された商品を列挙する。

## オーラルケア製品
デンター（システマを含む）、クリニカ、デントヘルス、プラチアス、エチケットは各詳細記事を参照（製造終了品も同様）。
- NONIO（ノニオ）
  - ハミガキ【医薬部外品】 - 2017年8月発売。香味は発売当初、クリアハーブミント、ピュアリーミント、スプラッシュシトラスミントの3種類だったが、2020年4月にスパイシーミントが追加発売され4種類となる。クリアハーブミントは2018年9月にミニサイズの30gが追加発売されている。
  - プラス知覚過敏ケアハミガキ【医薬部外品】 - 2019年8月発売。「ハミガキ」をベースに、硝酸カリウムを追加配合し、フッ素を1,450ppmに高濃度配合した製品（6歳未満の子供への使用は不可）。ナチュラルハーブミントの香味。知覚過敏を訴求したハミガキでは珍しい箱なし仕様となっている。2020年12月に後述する「プラスホワイトニングハミガキ」と共通デザインのパッケージデザインへ変更された。
  - プラスホワイトニングハミガキ【医薬部外品】 - 2020年7月発売。「ハミガキ」をベースに、「シャイニーパウダー（酸化アルミニウム/光沢剤）」を追加配合し、フッ素を1,450ppmに高濃度配合したホワイトニングタイプ（6歳未満の子供への使用は不可）。フレッシュホワイトミントの香味。
  - 舌専用クリーニングジェル - 2019年3月発売。舌みがき専用剤。マイルドミントの香味。本品は口腔化粧品に区分される。
  - マウスウォッシュ【医薬部外品】 - 2017年8月発売。洗口液。香味はクリアハーブミント、ノンアルコール ライトハーブミント、スプラッシュシトラスミントの3種類。また、600ml入りの他に、クリアハーブミントとノンアルコール ライトハーブミントの2種類にはミニサイズの80ml入りも設定されている。2019年10月には大容量の1000ml入り、2022年4月には950ml（600mlボトルで約1.9回分(本体容量の約8分目)、1000mlボトルでも1回で全量つめかえ可能）入りでキャップ付きとした洗口液では珍しいつめかえ用ecopackが順次追加発売された。
  - プラスホワイトニングデンタルリンス【医薬部外品】 - 2020年7月発売。液体歯磨（アルコール配合）。フレッシュホワイトミントの香味。発売当初は600ml入りのみだったが、2021年9月に大容量の1000ml入りが追加発売され、2容量となった。
  - ハブラシ - 2019年10月発売。当初はレギュラーヘッドの「TYPE-SHARP」とワイドヘッドの「TYPE-RICH」の2種類だったが、2021年3月に中央に「マルチエッジ毛」を植え、両端の「ラウンド毛」を「ダブルピークカット」としたレギュラーヘッドの「TYPE-SMOOTH」を追加発売し、3種類となった。それぞれに「やわらかめ」と「ふつう」の2種類の毛のかたさが設定されている。
  - LION電動アシストブラシ 付替ブラシ NONIO+ホワイトニング ふつう - 2023年4月発売。「LION電動アシストブラシ」の付替ブラシ（「システマ/システマハグキプラス 音波アシストブラシ」の本体にも装着可能）。
  - Mobile（モバイル） - 2018年9月発売。「ハミガキ クリアハーブミント」と「ハブラシ TYPE-SHARP ふつう」をソフトケースに封入した携帯用セット。発売当初は「NONIO」ロゴ入りの4列フラットカットの歯ブラシが封入されていたが、前述のハブラシ発売に伴って2019年12月に仕様変更され、「ハブラシ TYPE-SHARP」へ差し替えとなった。
  - 舌クリーナー - 2019年3月発売。
  - マウススプレー【医薬部外品】 - 2019年3月発売。香味はクリアハーブミント、スプラッシュシトラスミント、ピュアフルーティミントの3種類。
- Lightee（ライティー）ハミガキ【医薬部外品】 - 2021年3月発売。美白系のハミガキ。ホワイトシトラスミントとホワイトローズミントの2種類の香味があり、容量も53gと100gの2容量を設定している。本品は日本だけでなく、獅王日用化工（青島）有限公司を通じて中国でも同時発売された。
  - Lightee ハミガキ PREMIUM【医薬部外品】 - 2022年9月発売。ステインの付着を抑制する成分を清掃助剤として追加配合された美白系ハミガキ。シトラスティーミントの香味。
- キシリデントライオン【医薬部外品】 - ミント香味の「キシリデントライオン」と、ぶどう香味のこども用「こどもキシリデントライオン」の2種類がある。「こどもキシリデントライオン」は発売当初よりムーミンをパッケージデザインに採用していたが、2017年1月にパッケージデザインをリニューアルしたことで廃止された。
- ホワイト&ホワイトライオン【医薬部外品】 - 世界初の「ラミネートチューブ」（歯磨だけではなく、食品等にも波及する）を採用した薬用ハミガキ。「プッシュポンのワンタッチキャップ」を最初に採用したハミガキでもある。2013年4月のリニューアルでホワイトクレンジング成分（重質炭酸カルシウム）が増量され、ミニサイズ（50g）を廃止、内容量が変更された（170g→150g）。かつては50gのパッケージは世界の風景が描かれていた（エルパックシリーズにも使用）。タテ型ポンプタイプ、タテ型タイプも発売されていた。
- ザクトライオン【医薬部外品】 - 2010年12月に重質炭酸カルシウムとシリカ粒子（無水ケイ酸）から構成される2つのミクロ粒子を配合しリニューアル。
- ライオンこども
  - ハミガキ【医薬部外品】 - 子供向けハミガキ。いちご香味とメロン香味の2種類がある。1970年代後半から1980年代前半は「こどもライオンはみがき」として発売されていた。パッケージにはアンパンマンがデザインされている。2013年4月にパッケージデザインをリニューアルし、内容量を変更した（50g→40g）。
  - ハブラシ - 子供用ハブラシ。0-3歳用、1.5-5歳用は「それいけ!アンパンマン」のキャラクターを採用しているが、6-12歳用は「ミニオン（2019年10月発売）」・「まめゴマ」・「ドラゴンボール超（2014年10月発売にドラゴンボール改として発売し、2016年3月にリニューアル）」の3種類を設定している。かつては「星のカービィ（「ドラゴンボール改」への入れ替えの為、2014年10月で製造終了）」、「イナズマイレブンGO（2011年8月に「イナズマイレブン(同年4月発売)」をリニューアル、「妖怪ウォッチ」へ入れ替えの為、2015年11月で製造終了）」、「妖怪ウォッチ（「ミニオン」へ入れ替えの為、2019年10月で製造終了）」がラインナップされていた。
- ビトイーンライオン - 山切りカットを採用したハブラシ。レギュラーヘッド、コンパクトヘッドに加え、2010年3月に超コンパクトヘッドを追加。なお、山切りカットはヘッドの大きさに応じて変えており、レギュラーヘッドは山切りカットを大きめに、コンパクトヘッドは山切りカットを小さめに、超コンパクトヘッドは大小の山切りカットを配置している。
- LION電動アシストブラシ - 2023年4月発売。音波振動で手みがきをアシストするタイプの電動歯ブラシ。本体には付替ブラシ1個（システマ ふつう）が装着されている。
- MIGACOT（ミガコット） - 2020年4月発売。ダークカラーのキャップがコップとして使用可能で、大型の通気口を設け、自立する不透明タイプのハードケースを採用したオフィス用歯みがきセット。カラーはグリーン・ピンク・ブラックの3色がある。「クリニカ アドバンテージ」の「ハミガキ クールミント（30g）」と「ハブラシ 4列超コンパクト ふつう（ホワイト×ピンク）」を同梱した「クリニカ アドバンテージ ハミガキ・ハブラシセット」と、手持ちのハミガキやハブラシ（ハミガキは30g以下のミニサイズに対応、ライオン製の指定ブランドが推奨されているが、収納可能な上限サイズ内であれば他社製品でも可能）を流用可能なケース単品の「ケース」が用意されている。
- OCH−TUNE（オクチューン）[1] - 2024年4月発売。従来の「疾患・症状」に基づいた訴求に代わって、「スタイル」を基点に提案するブランド。『FAST』と『SLOW』からそれぞれ「ハミガキ」「ハブラシ」「マウスウォッシュ」を発売。

### 歯科医院向け製品
歯科医院向け製品は関連会社のライオン歯科材から販売されている。また、一部の製品を除き、Amazon.co.jpや楽天市場の通販サイトや一部のドラックストアのみ販売している。

#### ハブラシ
- DENT.EX（デント イーエックス）
  - DENT.EX systema VibratoCare（デント イーエックス システマ ビブラートケア） - スーパーテーパード毛と縦横方向のマルチアクションを採用した音波式電動歯ブラシ。本製品はオムロン ヘルスケアが発売する「メディクリーン」をベースにしたものである。
  - DENT.EX systema（デント イーエックス システマ） - スーパーテーパード毛を採用。
  - DENT.EX systema genki（デント イーエックス システマ ゲンキ） - 幅広ヘッドを採用。
  - DENT.EX systema genki f（デント イーエックス システマ ゲンキ f） - 「genki」よりヘッドを小型化。
  - DENT.EX systema genki j（デント イーエックス システマ ゲンキ j） - 2010年2月発売。幅広ヘッドを採用する既存の「genki f」の子供・ティーン向け仕様。
  - DENT.EX Slimhead II（デント イーエックス スリムヘッド II） - ロングネックとスリム&コンパクトヘッドを採用したクリアカラーハンドルのベーシックタイプ。
  - DENT.EX - スリムネック・ストレートハンドルのベーシック歯ブラシ。ヘッドサイズと毛の固さで5種類ある。
  - DENT.EX ImplantCare（デント イーエックス インプラントケア） - インプラント患者の専用歯ブラシ。すべての使用環境をカバーする3タイプを用意。
  - DENT.EX Orthodontic（デント イーエックス オルソドンティック） - 矯正治療中のプラークコントロール向け歯ブラシ。部位や矯正段階に合わせ、4タイプを用意。
  - DENT.EX SULCUS（デント イーエックス サルカス） - 矯正装置やインプラントのアバットメント部などに対応した極細ナイロン毛を採用。
  - DENT.EX Brilliant V（デント イーエックス ブリリアント V） - V字カットのタフトと3度曲がったネックを採用。
  - EX onetuft（イーエックス ワンタフト） - 部分用ハブラシ。「S」・「M」・「systema」の3タイプがある。
  - EX kodomo（イーエックス コドモ） - 歯列状態に合わせて選べる4タイプ。太めのラウンドグリップを採用。
  - EX kodomo Disney（イーエックス コドモ ディズニー） - 「EX kodomo」のディズニーデザインバージョン。ラウンド毛採用のMのみ。
  - EX kodomo f（イーエックス コドモ f） - 2019年4月発売。「クリニカ Kid's ハブラシ（0-2歳用、3-5歳用）」の歯科医院向け仕様で、ソフトネック仕様の「フレキシブルハンドル」を採用。
- Systema AX（システマ エーエックス） - 2018年3月発売。2.6mmの超薄型ヘッド、ロング&スリムネック仕様のストレートハンドル、ソフトラバー付曲面グリップを採用した歯ブラシ。コンパクトの「44M」と超コンパクトの「45M」の2種類。
- Systema SP-T（システマ エスピーティー）歯ブラシ - 2013年9月発売。スーパーテーパード毛を採用したSPT期（歯周病安定期）向け歯ブラシ。
- DENT.MAXIMA（デント マキシマ） - 2.9mmの超薄型ヘッドとロングヘッドを採用したハブラシ。
- DENT.PD（デント ピーディー） - 歯肉マッサージ用ラバーチップ付で、歯周病の方向け。

#### 歯間清掃用具
- DENT.EX
  - DENT.EX 歯間ブラシ - 超合金SAワイヤーを採用。4SからLLまで7サイズをラインナップされており、サイズごとに色分けされている（4S:赤、SSS:ピンク、SS:白、S:黄、M:青、L:緑、LL:グレー）。4本入りと、個包装40本入の「院内指導用」がある。
  - DENT.EX 歯間ブラシ NON WIRE（ノンワイヤー） - 2019年4月発売。金属ワイヤー不使用のゴムタイプ。サイズはS~Mサイズのみ。4本入と、個包装+キャップ付の40本入「院内指導用」がある。
  - DENT.EX 歯間ブラシ long - ブラシ部分の交換が可能なロングホルダータイプ。サイズはSSSからLLまで6サイズがラインナップされている。
  - DENT.EX ウルトラフロス - 高耐久性・低摩擦力の素材「テクミロン」を採用したY字ホルダータイプのデンタルフロス。なお、一般向けに発売されている「クリニカ アドバンテージ デンタルフロス Y字タイプ」はこの製品がベースとなっている。
- DENT.e-floss（デント イーフロス） - 唾液に触れるとスポンジ状に膨らむエキスパンディングフロスを採用。「クリニカ アドバンテージ スポンジフロス」の歯科医院向け仕様で、ケースのカラーリングも異なる。

#### 歯磨剤
- DENT.Check-Up（デント チェックアップ）
  - Check-Up standard【医薬部外品】 - フッ化ナトリウム配合のう蝕予防歯磨剤。低研磨・低発泡・低香味設計で、長時間のブラッシングや少量での洗口が可能。
  - Check-Up kodomo【医薬部外品】 - こども用のう蝕予防歯磨剤。フレーバーは3種類ある。
  - Check-Up kodomo 500【医薬部外品】 - 2019年11月発売。「Check-Up kodomo」のフッ化ナトリウム濃度を500ppmFに高濃度化したタイプ。ぶどう香味のみの設定。
  - Check-Up gel【医薬部外品】 - ジェルタイプのう蝕予防歯磨剤。年齢に応じて5つのフレーバーを品揃え（バナナは乳歯期用、ピーチ・グレープ・レモンティーは小中学生用、ミントは成人用）。
  - Check-Up rootcare（ルートケア）【医薬部外品】 - ジェルタイプのう蝕予防歯磨剤。2019年11月にコーティング剤PCA（ピロリドンカルボン酸）を配合しリニューアルされた。
  - Check-Up foam【医薬部外品】 - 少量でもフッ素が効率的に行き渡るフォームタイプ。研磨剤無配合。
- DENT.Systema（デント システマ）
  - Systema Haguki Plus PRO（システマ ハグキプラス プロ）【医薬部外品】 - 2018年11月発売。歯周病予防歯磨剤。「システマ ハグキプラス」の低発泡・低研磨・低香味使用。
  - Systema SP-T ジェル【医薬部外品】 - 2013年9月発売。殺菌成分・抗炎症成分・ビタミンEに加えてフッ化ナトリウムも配合した無研磨ジェルタイプの歯磨剤。
  - Systema Dentalpaste α（システマ デンタルペースト アルファ）【医薬部外品】 - 歯周病予防歯磨剤。「システマEX」の低発泡・低研磨・低香味仕様。
  - Systema 薬用歯間ジェル【医薬部外品】 - ジェルタイプの歯周病予防歯磨剤。「システマ 薬用歯間用ジェル」の歯科医院向け仕様。
  - Systema センシティブ【医薬部外品】 - 硝酸カリウムと乳酸アルミニウムを配合したソフトペーストタイプの知覚過敏ケア歯磨剤。「デントヘルス 薬用ハミガキ しみるブロック」の歯科医院向け仕様。
- DENT.Brilliant more（デント ブリリアント モア）【医薬部外品】 - ピロリン酸ナトリウムを配合し、研磨剤とブラッシングで除去する美白歯磨剤。アプリコットミントとフレッシュスペアミントの2つの香味がある。

#### 洗口液
- DENT.Systema 薬用デンタルリンス【医薬部外品】 - 液体ハミガキ。レギュラーとノンアルコールタイプがある。「システマEX 薬用デンタルリンス」の歯科医院向け仕様。

#### 含嗽剤
- Systema SP-T メディカルガーグル【指定医薬部外品】 - 2013年9月発売。希釈タイプ（製造販売元：東亜薬品）。

#### 食品
- DENT.Systema 歯科用オーラルヘルスタブレット - 乳酸菌LS1含有のタブレット。店頭向けにもかつて「デントヘルス」のブランドで販売されていた。

#### 口中清涼剤
- アクアバランス 薬用マウススプレー【医薬部外品】 - 2013年11月発売。薬用成分としてl-メントールを配合するとともに、保湿成分としてγ-PGA（ポリグルタミン酸）も配合したノンアルコール処方のマウススプレー。

#### 義歯ケア
- DENT.ERAC（デント エラック）
  - エラック義歯ブラシ らくらくスタイル - 持ち替え不要の片面2ヘッド植毛とL字型ふっくらハンドルを採用した義歯ブラシ。
  - エラック義歯洗浄剤 - 義歯洗浄剤。傾けるだけで1回分が出てくる計量キャップ付。
- ライオデントハブラシ - 硬軟2種類の毛を植毛した従来タイプの義歯ブラシ。
- 新ファストン【管理医療機器】 -  顆粒タイプの義歯安定剤。

#### 口腔ケア
- エラック
  - エラック510 - やわらか植毛と大きなヘッドを採用した口腔粘膜ケア用ブラシ。
  - エラック541 - やわらか植毛と小さめヘッド、ロングネックを採用した介助用歯ブラシ。
  - エラック バイトチューブ - シリコン製の開口維持具。

#### その他
- DENT.プラークテスター - プラークをはっきり染め出す歯垢染色剤。リキッドは6mlと50mlの2サイズで、綿棒タイプもある。

### 製造終了品
- ハミガキ
  - 小林商店時代
    - 獅子印ライオン歯磨
    - ライオン練歯磨
    - ライオン歯磨潤製
    - ライオンコドモハミガキ

  - ライオン歯磨時代
    - ザルツライオン【医薬部外品】（塩入り）（ライオン時代も発売継続、ラミネートチューブ採用）
    - こどもライオンはみがき【医薬部外品】（ライオン時代も発売継続、ラミネートチューブ採用）
    - クリームライオン（エアゾール歯磨）
    - ブルーライオン
    - グリーンライオン
    - スーパーライオン（潤製／練歯磨）
    - ソフトライオン
    - ピンキーライオン
    - ナイトライオン
    - 薬用ライオンコドモハミガキ【医薬部外品】（潤製／練歯磨）
    - 薬用ライオン歯磨【医薬部外品】
    - ライオンFクリーム【医薬部外品】
    - ライオン歯磨
    - ライオン練歯磨（チューブ入）
    - ライオン歯磨子供用
    - クロロフィルライオン練歯磨／潤製歯磨
    - ダイヤフッソライオン
    - ジュニアーダイヤフッソライオン
    - デンスターライオン【医薬部外品】
    - クールデンスター【医薬部外品】

  - ライオン時代
    - タータデントライオン【医薬部外品】 - 薬用成分ポリリン酸ナトリウムを配合した歯石予防ハミガキ。「デンター歯石予防ライオン」へ継承
    - エチケットジェルライオン - オウゴン乾燥エキスを配合した透明ジェルタイプ。清掃剤ジルコノシリケート（非晶質シリカ）配合。クリアブルー、クリアグリーンの2色。「エチケットライオンクリアジェル」へ継承
    - クリスタ【医薬部外品】
    - クリニカ - 全て【医薬部外品】
      - クリニカライオン - ラミネートチューブ採用
      - クリニカDFCライオン - ムシ歯予防に効果的な3種の成分（D=デキストラナーゼ酵素、F=フッ素、C=殺菌剤グルコン酸クロルヘキシジン）配合。プッシュポンのワンタッチキャップ採用。「PCクリニカ」へ（販売名はそのままで）継承
      - こどもクリニカDFCライオン
      - PCクリニカ - タテ型チューブも発売
      - こどもPCクリニカ
      - クリニカムシ歯プロテクト - 「クリニカアドバンテージ」へ継承

    - ザクトクールライオン【医薬部外品】 - 「ザクトライオン」へ機能統合のため、2019年9月製造終了。
    - ザクトクールデンタルクリアシート
    - 潤製ライオン歯磨
    - デュエットライオン - カクテル系の味が特徴の透明ハミガキ（大人用）
    - 薬用ハイザルツ【医薬部外品】（塩入り）
    - ハイザルツ塩つぶライオン【医薬部外品】
    - ハイテクト【医薬部外品】 - 2009年9月生産終了、「ハイテクト 生薬の恵み」へ継承。
    - ハイテクトS【医薬部外品】
    - ハイテクト 生薬の恵み【医薬部外品】 - 2009年8月に従来の「ハイテクト」の処方にカンゾウ由来薬用成分（β-グリチルレチン酸）、天然植物由来の収れん成分（ローズマリーエキス・セージエキス）と保湿成分（オウゴンエキス・ニンジンエキス）を加えて現在の製品名となった。2013年9月にリニューアルされ、レギュラータイプは「ひきしめハーブ香味」に、「マイルド香味タイプ（2011年2月発売）」は「さわやかハーブ香味」にそれぞれ名称を変更した。2023年9月に配合している一部原料の製造メーカーにおいて、製造・試験方法が承認書の記載から逸脱していることが判明したため、「デントヘルス薬用ハミガキSP」、「ベアA」、「ペアA錠」と共に自主回収を発表[2]。そのまま製造終了となり、「ハイテクト」はブランド終息となった。
    - ホワイト&ホワイトプライムライオン【医薬部外品】
    - プライムステインオフ【医薬部外品】 - 「ホワイト&ホワイトプライムライオン」の改良品。ビーズスクラブ配合。
    - ブラッシュライオン【医薬部外品】 - 液状ハミガキ。同ブランドのハブラシも同時に発売。液状なのに垂れにくく、しかも最後の1滴までムダなく使える。薬用成分NaF（フッ化ナトリウム）を配合しており、歯質強化によるムシ歯の予防効果が認められていた。また、電動歯ブラシにも最適であった。清掃剤非晶質シリカ配合。
    - ミクロクリーンライオン【医薬部外品】 - 2007年9月生産終了。「殺菌力が持続」をコンセプトに、薬用成分トリクロサンを配合。「システマEXハミガキ」に実質的に継承。
    - ホワイトライオン - 1961年発売。歯を白くする白いハミガキ。2009年3月生産終了。
    - タバコライオン【医薬部外品】 - カシュースパイス風味の潤製タイプの粉ハミガキ。ライオン歯磨時代から1962年に発売されて以来のロングセラー品だったが、2016年4月製造終了。
    - レオ（透明ハミガキ） - 子供用。ラミコンチューブ採用。「ライオンこどもハミガキ」と機能統合する形で生産終了。
- デンタルリンス・口中剤
  - ライオン水歯磨
  - クロロフィルライオン水歯磨
  - ライオンマウスウオッシュ
  - キシリデントマウスコンディデョナー - ライオン初、キシリトール（甘味剤）配合マウスウォッシュ
  - キシリデントマウススプレー
  - クイックス - 「エチケットすっきりブレイク」へ継承
  - がんばれ乳歯くん
  - 噛むブラッシングガム【食品】
  - ブレスエイド【食品】 - 独自の「速拡散2層タブレット」を採用した清涼食品。2013年3月製造終了。
  - マウスペット - ライオン初の口中剤
  - クリニカデンタルリンス　ウォッシュ&コート【医薬部外品】
  - NONIO マウスウォッシュ スパイシーミント【医薬部外品】 - 2022年4月製造終了
  - ザクトクール デンタルクリアシート
  - ブレスエイドフィルム【食品】
  - MEDISH（メディッシュ）Cタイプ【食品】 - 2009年9月製造終了。
  - MEDISH（メディッシュ）Pタイプ【食品】 - 2009年9月製造終了。
- ハブラシ
  - ライオン歯磨時代
    - ライオン豚毛ハブラシ - 「豚毛ライオン」へ機能統合
    - ライオン軟毛ハブラシ - 「軟毛ライオン」へ機能統合
    - ライオン歯刷子
    - シグナル（旅行セット、エルパックの前身）
      - 旅行セット - 「エチケットライオン」→「エチケットαライオン」と「バネットライオン」
      - ペア
      - こども

    - エルパック（以下の製品はライオン時代も発売継続）
      - 旅行セット - 「エチケットαライオン」と「バネットライオン」
      - ペア - 「ホワイト＆ホワイトライオン」と「バネットライオン」2本入り
      - デンター
      - ヤング
      - こども

  - ライオン時代
    - エルパック
      - L-PACK otomari @lion（エルパック オトマリアットライオン） - 「plala」へ継承
      - ケアタイム
      - ポケッティー
      - マイチョイス - 「ミクロクリーンライオン」と「ナビックライオン」をワンプッシュオープン式ハードケースに封入したセット。
      - マイバッグ
      - 旅物語 - ハミガキ・ハブラシ・コンディショナーinシャンプー・ボディソープを封入した携帯セット。2012年3月製造終了。
      - トラベルセット - 「クリニカ マイルドミント」と「ビトイーンライオンコンパクト ふつう」をソフトケースに封入した携帯セット。2013年3月にハブラシの差し替えにより「クリニカ トラベルセット」となり、「クリニカ」ブランドへ移行した。ただし、パッケージに「エルパック」のロゴは残っていたが、2014年2月のリニューアルで「エルパック」のロゴも無くなった。
      - 旅行セット - 「エチケットαライオン」→「エチケットライオン」→「PCクリニカ」と「バネットライオン」→「ビトイーンライオン」
      - リスト - 「ホワイト＆ホワイトライオン」と「リストライオン」
      - 低学年用 - 「ホワイト＆ホワイトライオン」→「こどもクリニカDFCライオン」と「ライオンハブラシ低学年用」
      - 高学年用 - 「ホワイト＆ホワイトライオン」→「クリニカDFCライオン」と「ライオンハブラシ高学年用」
      - 園児用 - 「こどもライオンはみがき」→「ライオンこどもはみがき」と「ライオンハブラシ園児用」
      - アンパンマン - 「ライオンこどもハミガキ イチゴ」と「ライオンこどもハブラシ 1.5-5歳用」、「なまえシール」をハードケースに封入した幼稚園児用携帯セット。なお、ハミガキはこのセット用に用意された特別仕様である。リニューアルに伴い、「ライオン こどもハミガキ・ハブラシセット」へ継承。
      - ハローキティ
      - plala - 「PLALA」へ継承し、独立ブランド化。ミントブルーは廃止。

    - タータデントハブラシ
    - ナビックライオン
    - バネットライオン
    - ロングバネットライオン
    - デュエットライオンハブラシ
    - ブラッシュライオンハブラシ
    - クリニカ オフィススタイル - 2009年9月生産終了。
    - ビトイーン
      - ビトイーンα海物語
      - ビトイーンαライオン
      - ビトイーンクリアスタイル
      - ビトイーンMaxi
      - ビトイーン贅沢Care - ワイドヘッドタイプのハブラシ。毛のかたさはミディアムとミディアムハードの2種類。2017年3月に「コンパクト」を追加発売し、既存品は「レギュラー」となった。「NONIO ハブラシ TYPE-RICH」へ継承のため、「コンパクト」が2019年10月、「レギュラー」が2023年4月に順次製造を終了した。
      - ビトイーンクリアカラー - 「ビトイーンライオン コンパクト」のハンドルをクリアカラー仕様に変更したもの。以前発売していた「ビトイーンクリアスタイル」を引き継ぐ。「ビトイーンライオン コンパクト」へ統合の為、2023年4月製造終了。

    - アングル4 (フォー)ライオン
    - ビヨンド - ネックに4度の傾斜を付けたハブラシ。
      - スーパービヨンドライオン
      - ビヨンドライオン

    - ライオンの電動ハブラシ（充電式） - 本体・充電器は松下電工（現：パナソニック）「パワーハブラシ」のOEM。
    - リスト - 柄にプロピオネートを使用した曲がるハブラシ。
    - ローリングライオン - 歯科医が勧めるローリング法に対応したハブラシ。
    - 豚毛ライオン（ライオン高級豚毛ハブラシ） - 豚の天然毛の根元部分だけを使用したかためのハブラシ。2021年3月製造終了。
    - 軟毛ライオン（ライオン高級軟毛ハブラシ） - 馬とヤギの天然毛を使用したやわらかめのハブラシ。2021年3月製造終了。
    - ハイテクト マッサージ&ブラッシング - やわらかく細い毛を1つの穴につき260本植毛した高密度植毛と毛束を丘状にカットした多丘型とし、ソフトラバーハンドルを採用したやわらかめのハブラシ。「システマ ハグキプラス ハブラシ」へ統合の為、2023年4月製造終了。
    - ライオンこどもハミガキ・ハブラシセット - 「ライオンこどもハミガキ いちご」と「ライオンこどもハブラシ 1歳半～5歳用をハードケースに封入した幼稚園児用ハミガキセット。なまえシール付。2013年4月に「エルパック アンパンマン」からリニューアル。2020年3月製造終了。
    - PLALA（プララ） - 2012年9月に従来の「エルパックplala」を改良し、「エルパック」から独立した製品として発売。ディズニーキャラクターを採用したデザインとなった。フレーバーはカモミールとジャスミンの2フレーバーで、ジャスミンは従来のハードケースからカモミールと同じソフトケースになった。ライオンが発売する他の携帯用ハミガキセットへの統合に伴い、2020年3月製造終了。
- 歯間清掃具
  - ビトイーンライオン歯間ブラシ
  - ライオンの糸つきようじ
  - ライオンの歯間ブラシ
  - ライオンのデンタルフロス（ワックスつき・ノーワックス）
- 義歯用品
  - 入れ歯洗浄剤
    - スピーデント - 洗浄時間3分を実現した顆粒タイプ。また、傾けるだけで1回分が出る計量不要の容器を採用。薬局・薬店向け製品。
    - デントフリー - 洗浄時間20分とお得な価格を実現した錠剤タイプ。食料品店向け製品。
    - ライオデント総入れ歯洗浄液
    - ライオデント錠 - 酵素+AOS（アルファオレフィンスルホン酸ナトリウム）配合。薬局・薬店向け。

  - 総入れ歯安定剤
    - ファストン【医療用具】 - 義歯安定剤（粉末・のりタイプ）
    - ファストンS【医療用具】
    - 新ファストン【管理医療機器】 - 粉末タイプ。2021年9月製造終了。ただし、歯科医院向けの25g入りは継続発売されている。
    - ライオデント【医療用具】
    - ライオデントピンク【医療用具】
    - ライオデントクリーム【管理医療機器】 - クリームタイプののり剤
    - 新ライオデント【管理医療機器】 - クッションタイプの総入れ歯安定剤。2022年4月製造終了。
    - 新ライオデントピンク【管理医療機器】 - 肌色・クッションタイプの総入れ歯安定剤。2022年4月製造終了。

  - その他
    - ライオデントハブラシ - 入れ歯用歯ブラシ
- 歯科医院向け製品
  - EX Palette（イーエックス パレット） - ハブラシでは珍しいブラックを含む3色をラインナップするティーン向け。
  - DENT.EX Systema ウルトラソニック - ライオン独自の超極細毛を採用した歯科用超音波歯ブラシ。本体は東レ・ウルティマファミリー(UT-201)のOEMで、替ブラシはブラシネック部で交換するため、家族みんなで使える。
  - DENT.EX 歯間ブラシ マイクロモーション - ブラシに微振動を付与した電動歯間ブラシ。
  - DENT.EX 歯間ブラシ Flexyneck（フレキシーネック） - ストレートタイプ。任意の角度に調整できるフレキシブルネックを採用。
  - DENT.DAY-UP オーラルガム ラクトフェリン - ラクトフェリンとデキストラナーゼ酵素を配合した歯科用シュガーレスガム。かつて店頭販売されていた「MEDISH」が歯科用に特化したともいえる。
  - DENT.DAY-UP オーラルガム かむトレーニング - 個別包装を採用したピーチ風味の咀嚼トレーニングガム。
  - エラック吸引ブラシ - 吸引ブラシ。ブラシ部分は手動。
  - エラック給吸ブラシ910M II - 給水・吸引機能付全介護者用口腔ケアシステム。ブラシ部分は電動。
  - エラック スポンジガーゼ - 指サックタイプのスポンジガーゼ。
  - エラック スポンジブラシ - スティックタイプのスポンジブラシ。
  - ライオンプラークテスター - 食用色素で構成された、口の中で噛み砕いて使用する錠剤タイプの歯垢染色剤。歯科医院の他、教育機関にも販売されていた。
  - DENT.クリップライトII【一般医療機器】 - LEDを採用した小型・軽量の診療用照明器。アルカリ乾電池を使用する乾電池式で、別売りの専用ミラーを装着することで照明機能付デンタルミラーにもなる（製造販売者：橘医療器）。
  - リテーナーシャイン顆粒 - リテーナー洗浄剤。本製品はロッキーマウンテンモリタの取り扱いとなっていた。

## カラダのケア（ヘアケア・ボディケア製品）
植物物語、hadakara、キレイキレイ、ソフトインワン、Banは各詳細記事を参照。
- オクト - 「オクトピロックス（クラリアント社の登録商標で、正式名はピロクトンオラミン）」を有効成分として配合。2008年9月に発売されたserapie（セラピエ）は箱入り包装である。
  - 薬用シャンプー【医薬部外品】
  - 薬用リンス【医薬部外品】
  - serapie 薬用スキンケアシャンプー【医薬部外品】
  - serapie 薬用スキンケアコンディショナー【医薬部外品】
- バルガス
  - バルガス薬用シャンプー【医薬部外品】
  - 薬用バルガス【医薬部外品】 - 「オクトピロックス」・ジンクピリチオン・イオウを配合したリンスタイプのフケかゆみ防止剤。
- ペア - 中外製薬よりニキビケアブランド「ペアアクネ」を譲受。
  - ペアアクネ クリーミーフォーム【医薬部外品】 - 薬用洗顔料
  - ペアアクネ クリーンローション【医薬部外品】 - 薬用整肌化粧水
- フェルゼア プライムベール【医薬部外品】 - ヘパリン類似物質とグリチルリチン酸ジカリウムを有効成分として配合された薬用クリーム。元々、資生堂薬品が2013年9月にマツモトキヨシグループの傘下店舗向け製品として「フェルゼア リペアベール プライム」の製品名で発売されていたが、皮膚薬同様にライオンへ譲受、製品名を変更して2020年9月に発売された。マツモトキヨシグループの傘下店舗に加え、ココカラファイングループの傘下店舗でも取り扱われるようになった。なお、本製品はライオンの製品情報サイトには掲載されていない（製造販売元：万協製薬）。
- 休足時間
  - 足すっきりシート休足時間 - 足用冷却シート。2009年4月にレモンとオレンジの香り成分を配合しリニューアル。希望小売価格も値下げされた。
  - ツボ刺激ジェルシート - 「休息時間」に「UFP支持体」によるポリアクリル樹脂製の球体を追加したもの。「足すっきりシート休足時間」と同様、2009年4月にレモンとオレンジの香り成分を配合しリニューアル。
  - かかとぷるぷるジェルシート - かかと用ジェルシート。

### 製造終了品
「植物物語」・「Ban」の販売終了品は植物物語、Banを参照。
- ヘアケア・ヘアメイク
  - すみだ髪あらひ - 国産初の液体シャンプー。
  - アクアミー
  - 色髪工房 - ヘアマニキュア
  - エメロンシリーズ
    - エメロン
    - エメロンアクアピュア（シャンプー/コンディショナー/スーパートリートメント）
    - エメロンアクアミー - 後にアクアミーへ改称。
    - エメロンエチケット（シャンプー/リンス） - 後にエチケットシャンプーへ改称。
    - エメロンオイル（シャンプー/リンス）
    - エメロンクリーム（シャンプー/リンス）
    - エメロングリーン - フケ・かゆみを防ぐシャンプー／リンス。上記「エメロンエチケット」の前身
    - エメロンプロテイン
    - エメロンミンキー - 後にミンキーへ改称。
    - エメロン石鹸の香り（シャンプー/リンス）

  - Q's Day
    - Q's Dayクールマッサージクレイ
    - Q's Dayヘアエステ
      - ディープクレンジングシャンプー
      - クレイコンディショナー
      - クレイトリートメント

    - Q's Day洗顔フォーム
    - Q's Dayホットクレイパック
    - Q's Dayホットマッサージクレイ
    - Q's Dayボディウォッシュ

  - 植物派のJONA - 植物物語へ継承
  - スウィング - ライオン歯磨から販売のみ。
  - トップボーイ - 男性向けシャンプー
  - フリー&フリー
    - ウォータリーワックス
    - クイックスタイリングウォーター
    - くっきりウェット
    - さらさらナチュラル
    - ストレートアクアフォーム
    - スーパーハード
    - パーマアクアフォーム
    - やわらかモイスト

  - フリー&フリー パーフェクトスタイル
    - ウェーブフォーム
    - ストレートブロー
    - ヘアワックス

  - フリー&フリー ダメージエイド - 毛髪修復成分DGAを配合。美容液・化粧水は2015年3月、シャンプー・トリートメント類は2017年3月にそれぞれ製造終了。これにより、「フリー&フリー」はブランドを終息し、通信販売限定ブランド「Fleuria（フルリア）」へ継承した。
    - シャンプー
    - トリートメント
    - スペシャルトリートメント
    - カラーケア美容液 - カラーリングダメージ用ジェル状美容液。無香料とフローラルアロマの香りの2種類があった。
    - エイジング美容液 - 蓄積ダメージ用ジェル状美容液。無香料。
    - 複合美容液 - ドライヤー・パーマ・紫外線などの複合要因によるダメージ用ジェル状美容液。無香料。
    - 化粧水 - スプレータイプのヘアウォーター。超微香性。

  - フルーツシャワー
  - プレーン&リッチ
  - ヘアー
  - ヘアリスト
  - ライオンシャンプー粉
  - ルネッサ
    - ハリ・コシトリートメント
    - 薬用育毛エッセンスプレー【医薬部外品】

  - レイブロック
  - Fleuria（フルリア）
    - ダメージケアウォーター - 以前発売されていた「フリーアンドフリーダメージエイド 化粧水」の後継製品。本体のみの設定となった。通信販売「LIONウェルネスダイレクト」限定品。2019年6月製造終了。
    - ファーストコンディショナー - シャンプーの前に使用するコンディショナー。2023年5月製造終了。
    - セカンドシャンプー - 2023年5月製造終了。
    - ダメージケアシャンプー - 以前発売されていた「フリーアンドフリーダメージエイド シャンプー」とは異なり、ポンプタイプのみの設定となった。2023年5月製造終了。
    - ダメージケアコンディショナー - 以前発売されていた「フリーアンドフリーダメージエイド トリートメント」とは異なり、ポンプタイプのみの設定となった。2023年5月製造終了。
    - ダメージケアトリートメント - 2023年5月製造終了。
    - ダメージケア美容液 - 以前発売されていた「フリーアンドダメージエイド カラー美容液」、「フリーアンドダメージエイド エイジング美容液」、「フリーアンドダメージエイド 複合美容液」を一つの製品に統合し、210ml入りのポンプタイプとした洗い流さないトリートメント。2023年5月製造終了。
    - 薬用育毛エッセンス【医薬部外品】 - プッシュ式ノズルを採用した女性向け育毛剤。通信販売限定品。2016年10月に大容量サイズの「レギュラー180」とメントール無配合の「ノンメントール90」を追加発売し、既存品も同年12月に「指かけリング」とノズル先端の位置合わせの目印となる三角形の印をつけて「レギュラー90」としてリニューアルされた。通信販売「LIONウェルネスダイレクト」限定品。2023年9月製造終了。これにより、ライオンは育毛剤事業から撤退した。

※旧ヘンケルライオンコスメチックス（現：シュワルツコフヘンケル）の製品は、シュワルツコフヘンケル参照。
- ボディケア・フェイスケア・フットケア
  - アプティ（基礎化粧品）
  - エメロンスキンクリーム
  - エメロンスキンミルク
  - エメロン石鹸（エメロン化粧石鹸）
    - エメロン石鹸青箱
    - エメロン石鹸フレグランス
    - エメロン植物物語（化粧石鹸）- 後に植物物語に改称。

  - 牛乳石鹸 - 小林商店時代（現在は牛乳石鹸共進社より発売）
  - 麝香入り高評石鹸
  - GUEST & Me - セレクトショップとインターネットでの取り扱いであった。2017年12月製造終了。
    - ソープ
    - アロマバスエッセンス -1回使い切りの入浴液。「リラックス」と「リフレッシュ」の2種類。
    - 泡ハンドソープ【医薬部外品】

  - BATHTOLOGY（バストロジー） 泡のボディケアウォッシュ - 発売当初は1種類のみで、2011年9月に「アロマローズの香り」が追加発売され、既存品は「ホワイトフローラルの香り」の香調名が付き、2012年9月に「ピオニーの香り」を追加発売して3種類となる。2013年9月のリニューアルでボトルの色が発売当初から使用していたベージュからピンクに変わり、内容量も変更（本体550ml/つめかえ用400ml→本体450ml/つめかえ用350ml）。2016年9月のパッケージリニューアルで「ピオニーの香り」が廃止され、2種類に集約されていた。「hadakara ボディソープ 泡で出てくるタイプ」の発売に伴い、2018年9月をもって製造終了となり、ブランド終息となった。
  - ノグゼマ（英語版）（当時米国ノクセル社と業務提携し販売。その後企業買収などでノクセル社からP&G、アルバート・カルバー社、ユニリーバ社に販売元が移る。各社日本法人では取扱いは無く、現在は米国からの輸入品が他社通販サイトで販売されている。）
    - スキンクリーム
    - スキンミルク
    - 洗顔クリーム

  - ペア
    - ペアメラノクリーム
    - ペアリンクルクリーム

  - ページワン
    - 洗顔フォーム・ガスインフォーム（ムース）タイプ
    - 洗顔フォーム・チューブタイプ
    - スキンケアローション
    - スキンケアクリーム

  - マリンフレッシュ
    - 化粧石鹸
    - ボディソープ

  - バイオソフト - 低刺激性の固形石鹸
  - ライオン脚用ひきしめスプレー
  - レッグシェイプ
  - 休足時間 かかとつるつるジェル - 洗い流すタイプのかかと用マッサージジェル。シートタイプの「かかとぷるぷるジェルシート」への統合に伴い、2023年5月製造終了。
  - felizona（フェリゾナ） リッチホワイトニングエッセンス【医薬部外品】 - 美白エッセンス。通信販売「LIONウェルネスダイレクト」限定販売。2023年9月製造終了。
- ハンドケア
  - 液体キッチンライムソープ（「キレイキレイ」に統合のため、販売終了）
  - キッチンライムソープ
  - 指先つやつやジェルシート
- 育毛剤・男性用化粧品
  - f-in
    - f-in泡ミスト
    - f-in500スタイリングジェル<スーパーハード>
    - f-in500スタイリングフォーム<スーパーハード>
    - f-in500スタイリングワックス
    - f-in500爽快育毛トニック【医薬部外品】（「PRO TECH HEAD スプレートニック」に移行のため、販売終了）
    - f-in500ナチュラルセットウォーター
    - f-in500マットスタイリングワックス
    - f-inジェルワックス
    - f-inスタイリングウォーター - 2007年10月で生産終了
    - f-inスプレージェル
    - f-inパワーウォーター
    - f-inパワーウォーター フォーム
    - f-inパワーウォーター ミスト

  - カナディアンモーニング（男性化粧品）
  - バイタリス
    - 7000
    - ヘアリキッド - シトラスフローラル調の香りのリキッドタイプ整髪料。ライオン歯磨が1962年に発売してからのロングセラー商品であった（一時期は子会社の日本LB株式会社からの発売だった事がある）。2024年12月製造終了。

  - オルタス（男性化粧品）
  - スコアー（透明整髪料）
  - フサージュ育毛エッセンススプレー（女性用）
  - 薬用ペンタデカン - 捏造データ事件により製造・販売中止を余儀なくされ、一時育毛剤事業を自粛した。
  - 薬用毛髪力
    - シャンプー【医薬部外品】 - リンスインタイプの薬用シャンプー。2025年3月製造終了。これに伴って「毛髪力」はブランド終息となった。
    - 薬用直攻毛髪力
    - 薬用直攻毛髪力 スポット育毛ジェル
    - 頭皮ホットマッサージコンディショナー
    - 薬用毛髪力
    - 薬用毛髪力イノベートEX - 2007年10月製造終了
    - 薬用毛髪力ZZ（ダブルジー）【医薬部外品】 - 「薬用毛髪力イノベート」の処方に、ビタミンE誘導体とピロクトンオラミンを加え、浸透促進成分の乳酸オクチルドデシルと保湿成分のオキナワモズクを配合したもの。「薬用毛髪力イノベート」へ集約のため、2020年9月製造終了。
    - 薬用毛髪力イノベート【医薬部外品】 - 2021年9月製造終了。これに伴って男性向け育毛剤事業から撤退した。
    - 薬用毛髪力イノベートスカルプトニック（「PRO TECH HEAD スプレートニック」に移行のため、販売終了）
    - 薬用毛髪力INNOVATE頭皮リフレッシュシャンプー
    - 薬用毛髪力イノベートネオ（「PRO TECH HEAD インパクトジェット」に移行のため、販売終了）
    - 薬用毛髪力エムパワー
    - 薬用毛髪力パワージェット（「PRO TECH HEAD インパクトジェット」に移行のため、製造終了）
    - 薬用毛髪力フサージュ（女性用）

  - PRO TEC - 2025年3月をもって全製品の製造が終了となり、ブランド終息となった。
    - ジェルシャンプーTYPE-COOL【医薬部外品】 - 「ジェルシャンプー」のクールタイプ。リニューアルに伴う「頭皮ストレッチシャンプー」への統合に伴い、2015年9月製造終了。
    - 泥SPAリンスインシャンプー【医薬部外品】 - ジェルタイプのチューブ入りリンスインシャンプー。リニューアルに伴うラインナップ集約に伴い、2015年9月製造終了。
    - 頭皮ストレッチシャンプー【医薬部外品】 - 2015年9月に従来の「ジェルシャンプー」をリニューアル。皮脂除去成分（モノラウリン酸ポリグリセリル）と「オクトピロックス（ピロクトン オラミン）」に加え、うるおい成分のセラミド類似体（ラウロイルグルタミン酸ジ(フィトステリル・オクチルドデシル)）とショウガ根茎エキス（ショウキョウエキス）を配合。また、チューブ入りの内容量を変更（180g→150g）するとともに、ポンプサイズ（300g）とつめかえ用（230g）を新たに設定した。チューブ入りは2019年3月、ポンプサイズとつめかえ用も2025年3月に順次製造を終了した。
    - 泥SPAコンディショナー【医薬部外品】 - 薬用コンディショナー。「頭皮ストレッチコンディショナー」への移行に伴い、2015年9月製造終了。
    - 頭皮ストレッチコンディショナー【医薬部外品】 - 2015年9月発売。2種類のうるおい成分（ミリスチン酸オクチルドデシル・ショウガ根茎エキス）と天然泥成分「スメクタクト」を配合したコンディショナー。2025年3月製造終了。
    - ウォッシングブラシ - シャンプー用ブラシ。リニューアルに伴い、かためタイプの「TYPE-HARD」から名称変更した「頭皮ストレッチブラシ」への統合の為、2015年9月製造終了。
    - 頭皮ストレッチブラシ - 超極細毛に前後左右に動く「もみマッサージャー」を周辺に、上下に動く「押し込みマッサージャー」を中央にそれぞれ配置し、マッサージ効果を付加したシャンプー用ブラシ。2019年3月製造終了。
    - 毛穴クレンジングブラシ - 「システマ ハブラシ」の技術を応用した超極細毛を採用したシャンプー用ブラシ。2015年9月に「ウォッシングブラシ TYPE-HARD」のパッケージと名称を変更したものであった。2019年3月製造終了。
    - スプレートニック【医薬部外品】 - スプレータイプの育毛剤。2019年3月製造終了。
    - インパクトジェット【医薬部外品】 - ジェットタイプの育毛剤。リニューアルに伴う「スプレートニック」への統合に伴い、2015年9月製造終了。
    - デオドラントボディシート【医薬部外品】 - 薬用ボディシート。2015年3月製造終了。
    - STYLE デオドラントミスト【医薬部外品】 - ミストタイプのデオドラント剤。ジェントルソープ、フラワードルチェ、COOL（香り残らない）の3種類。ブランド名を「PRO TEC」に変更後も本製品のみ「PRO TEC STYLE」を名乗っていた。2015年1月製造終了。
    - 薬用デオドラントソープ【医薬部外品】 - 殺菌成分IPMP（イソプロピルメチルフェノール）を配合した薬用ボディソープ。サークルKサンクス・デイリーヤマザキ・ローソンで「デオクレンズ」の商品名で発売されていたが、2009年3月に商品名を「デオドラントソープ」に変更し、全業態に拡大。2011年9月のリニューアル時に内容量を従来の1.4倍に相当する420mlに増量して、ポンプタイプに変更。さらにつめかえ用（330ml）も設定された。2016年3月に茶葉由来成分（茶乾留液、香料成分）を配合し、ボトル形状を「頭皮ストレッチシャンプー」・「頭皮ストレッチコンディショナー」と統一してリニューアルした。2025年3月製造終了。
- 入浴剤/入浴料
  - シャワシャワ - 製造は日本精化。
    - 緑のシャワシャワ
    - ゆずのシャワシャワ

  - 日本のハーブ湯
  - BATHTOLOGY ボディケア入浴液 - 発売当時はライオンが久々に発売した入浴料であった。本体・つめかえ用に加え、1回使いきりパウチ包装の45mlが設定されていた（当初はコンビニエンスストア限定だったが、2009年9月に「アロマローズの香り」と「気持ち安らぐスウィートハーブの香り」が発売されたことに伴って全業態に拡大される）。2011年9月に45mlのみだった「アロマローズの香り」に本体とつめかえ用が追加設定され、それに伴って既存品は「ホワイトフローラルの香り」の香調名が付いた。2012年9月に45ml入りパウチで発売されていた「気持ち安らぐスウィートハーブの香り」に替わって「ピオニーの香り」を追加。2013年9月に「泡のボディケアウォッシュ」同様にリニューアルが行われ、ボトルの色が発売当初から長らく使用していたベージュからピンクに変わり、内容量を変更（本体540ml/つめかえ用450ml→本体450ml/つめかえ用360ml）。さらに、リニューアルに伴って従来は45mlのみの設定だった「ピオニーの香り」はボトル本体とつめかえ用を追加発売し、他の香りとサイズラインナップを統一した。2016年3月製造終了。
  - グッスアロマ 入浴剤セット - 保湿成分を配合した分包・粉末タイプの入浴剤（化粧品）。コラーゲンペプチド（加水分解コラーゲン）を配合した「すっきり可憐なハーブの香り」、グリシンとGABA（アミノ核酸）を配合した「ふんわりほのかなローズの香り」の2種類を各10包ずつ封入したアソート形態で、通信販売「LIONウェルネスダイレクト」限定販売であった。2021年3月製造終了。

## 衣類のケア
トップ、ブルーダイヤ、アクロン、ブライト、ソフランは各詳細記事を参照。
- ガード
  - お洋服のスタイルガード しわもニオイもすっきりスプレー - 衣類用スプレー。携帯用（70ml）もラインナップされている。2012年3月のリニューアル時に「スタイルガード しわもニオイもすっきりスプレー」から改名。2014年3月にパッケージデザインを変更し、1回あたりの噴霧量を増やした新型スプレーを採用しリニューアル。併せて、つめかえ用には当社の環境ラベル「eco LION」が新たに表示された。
  - エレガード - 衣類用静電気防止剤。衣類用だが、車の布製シートやカーテン・布製のソファにも使用可能。大サイズには残ガス排出機能を設けている。
  - レインガード - 衣類用防水スプレー。2009年3月に撥水力の向上・スピード乾燥・低刺激臭になりリニューアル。残ガス排出機能を設けている。なお、小サイズ（75ml）が2021年3月を以って製造を終了しているため、180ml入りの大サイズのみの設定。

### 販売終了品
- 洗濯用洗剤
  - ライオン油脂時代
    - ピンキー
    - スパーク - ライオン時代にコンパクト洗剤で復活したが、1990年代末に製造発売中止となった。
    - ダッシュ - ライオン油脂時代に発売され、一旦製造発売中止になった。その後、ライオン時代にコンパクト洗剤で復活したが、「ブルーダイヤ」発売を機に製造発売中止となった。
    - ブルーチャイム - 洗浄終了を色の変化で知らせるユニークな機能を持った洗剤。
    - せせらぎ - 日本初の無りん洗剤。洗浄力が弱く、当時の他の洗剤より高価だったため、3ヵ月程度で製造発売中止になった。

  - ライオン時代
    - ピンキージェントルウォッシュ - ドラム式洗濯機専用液体洗剤。インターネット限定で発売していたが、2008年1月末で販売終了。
    - アルファ - 節水型洗剤
    - サット - ドロ汚れ専用洗剤。部分洗い用もあった。
    - ケアベール衣類用洗剤 - 乾燥・敏感肌向け液体洗剤。インターネットと一部ドラッグストア限定で販売されていたが、2017年3月をもって製造を終了し、インターネットでの販売は同年5月をもって終了した。
    - コンパクトブリード - 粉末タイプの洗濯用洗剤。容量はライオンが発売する粉末洗剤の半分量の450g入りで、法人向けのノベルティ製品として扱われていた。
    - ライオン洗たく石けん - 植物原料を使用した手洗い用洗濯石鹸。かつては「ライオン石鹸」と呼ばれていた。2020年9月製造終了。
- おしゃれ着用洗剤
  - ライポン - 毛糸・絹・化繊用合成洗剤（粉末・中性）
  - ウーリートップ（アクロンの前身）
  - アクリートップ
  - アクロンデイリーウォッシュ（後に「アクロン」に移行）
  - デリケートクリーニングアクロン（後に「アクロンデイリーウォッシュ」に移行）
  - アクロンコットン&カジュアル - コットンマーク認定商品。後に「アクロンデイリーウォッシュ」と機能統合。
  - アクロンスポットクリーニング
  - アクロンデリケートクリーニングバッグ
- 洗濯石鹸
  - ミクニ粉石鹸
  - ミクニまるせる粉石鹸
  - ライオン粉石鹸
  - ライオン粉石鹸電気洗濯機用
- 部分洗い剤
  - ピリオド - エリ・ソデ汚れ用のスプレータイプ。溶剤としてトリクロロエタンが、また噴射剤としてフロンが使用されていた為、規制により販売終了。
  - ダッシュスポットクリーニング
  - トップスポットクリーニング
- 柔軟剤
  - ライオンソフター（家庭用）
  - レディーナ
  - ソフト&ドライ
  - ケアベール柔軟剤 - 乾燥・敏感肌向け製品。インターネットと一部ドラッグストア限定で販売されていたが、2017年3月をもって製造を終了し、インターネットでの販売は同年5月をもって終了した。
- 衣類用漂白剤
  - ライオンブリーチ
  - ブライト
  - ブライトアップ
  - スーパー手間なしブライトコンパクト
- 衣類の手入れ剤
  - 衣類のあとケア（しわ除去剤）
    - トリートメント - 洗濯じわ防止剤。柔軟仕上げ効果もあり、柔軟剤投入口でも使える。
    - スプレー - スーツ用着用じわ除去剤

  - 衣類のしわキレイキレイ - 抗菌効果を兼ね備えたスーツ用しわ除去剤
  - ソフランしわスッキリスプレー - 「スタイルガード スーツ用」に継承
  - ガードシリーズ
    - リンクルガード - しわ除去剤
    - 花粉ガード - 2008年9月製造終了
    - スタイルガード シャツ用 - 2009年3月製造終了
    - スタイルガード スーツ用 - 2009年3月製造終了「スタイルガード しわもニオイもすっきりスプレー」に継承

  - ピロフィックス クリーミィケア - 靴用クリーム。2008年9月製造終了。
  - GUEST & Me リネンウォーター - タオルやシーツなどに使用するリネン用ウォーター。製造後すぐにアルミ缶に封入し、スプレーノズルをかぶせるキャップは紙製を採用する。フローラルブーケの香りの「リラックス」とリーフィグリーンの香りの「リフレッシュ」の2種類。インターネットとセレクトショップでの取扱であった。2017年12月製造終了。
  - グッスアロマ リネンスプレー - ライラック・ジャスミン・ヘリオトロープをブレンドしたやすらぎのスイートフローラルの香りで、枕やシーツ、カーテンやクッションなどにスプレーする布製品用芳香スプレー。通信販売「LIONウェルネスダイレクト」限定発売であった。2021年3月製造終了。
  - by me（バイ ミー） - 2023年1月発売。ライオン初のD2C（ダイレクト・トゥ・コンシューマー）専売ブランド。無香性のベース製品と香りのエッセンスで構成され、セットで組み合わせて使用することを前提している。同ブランドの専用ECサイトを通じての購入であった。2025年3月製造終了。
    - ベースソフナー - 柔軟剤
    - ベースファブリックミスト - 布製品用ミスト
    - ベースリフレッシュミスト - ミニサイズ（5mL入り）の布製品用ミスト。外装の袋が携帯袋の代わりとなっている。
    - My Only エッセンス - 単体での使用や複数の香りをブレンド可能な香りのエッセンス（香りづけ剤）。9種類をラインナップする。
    - Select エッセンス - ブレンドされた香りのエッセンス（香りづけ剤）。11種類をラインナップしており、専用ECサイトから12コの質問に答えることで「by me AI」が診断し、3種類の香りが提案されるようになっている。
- 洗濯糊・アイロン用仕上げ剤
  - ライオンハイスターチ
  - カインド
  - シャキット
  - 仕上げ名人
    - 洗たく機でのりづけ
    - エリ・そでシャキット（アイロン用）
    - アイロンヘルパー（アイロン用仕上げ剤）

## 住まいのケア（住居用洗剤・殺虫剤）
現行製品はルックを参照（各ブランドの販売終了品も同様）。

### 販売終了品
- 住居用洗剤
  - リビン
    - リビンライポン
    - リビン
    - スプレーリビン
    - フロアリビン
    - ハイリビン - クロールヘキシジン配合

  - トップクリーン
    - トップクリーン - 住まいの洗剤
    - スプレートップクリーン - ガラスクリーナー

  - パイプマン顆粒状 - 約15回使用できる徳用サイズ
  - パイプマン乳液タイプ - 「ルックパイプマン　スムースジェル」へ継承
  - ディスポ紙クリーナー
  - カビック（カビ防止スプレー） - 「カビ防止ルック」へ継承
  - カビックカビとりセット - 「泡スプレーカビとりルック」へ継承
  - ライオンのぬれふきん
  - ライオンカーペットクリーナー - 1985年に藤沢薬品工業（現：アステラス製薬及び第一三共ヘルスケア）より譲受。「フジサワカーペットクリーナー」から商品名を変更した。
  - クリンザースプレー（ツンとこない防カビスプレー）
  - クリンザージェット（くん煙防カビ剤）
  - 以下は歯磨の関連会社だった「ライオンハウスホールド(株)」（1967年発足～1974年会社解散）による製品。
    - ウインデックス（ガラスクリーナー。ノンガススプレーとエアゾールの2種）
    - ホイッスル（万能クリーナー）
    - エンダスト（吸塵剤）
    - バニシュ（水洗トイレクリーナー）
- 芳香剤
  - ピコレット:トイレ用芳香剤 - 1985年に藤沢薬品工業（現：アステラス製薬及び第一三共ヘルスケア）より譲受。製造は日本精化。日本で最初の紙容器入りトイレ用芳香剤。
    - ピコレットキュート
    - ピコレットパステル
    - ルームピコレット - 室内用
    - ピコレットカプセル
    - ピコレットきのこ - 液体タイプ。てんとうむしで香りを調節できる。
    - ピコレットピコカン - 缶入りタイプ
    - ピコレット香りのミニ額
    - ピコレットクリア消臭 - 末期の製品。本体は同時期のピコレットカプセルと共通の為、本品の本体にピコレットカプセルのつめかえ用を詰め替えることも、またその逆もできた。ピコレットカプセル同様、カプセル包装を採用。こちらは消臭に重点を置いた製品で、マイクロカプセル製剤にはなっていない。
    - ブルーピコレット - ロータンク式水洗トイレ用液体芳香洗浄剤（譲受時に「ピコレットブルー」より改称した。同時にボトルの色も白に青文字から、青に白抜き文字へと変更となった。）
    - ブルーピコレットタンクにオン - 水洗トイレ用オンタンク芳香洗浄剤
    - ピコレットタンククリーナー
    - エアーピコレット - スプレータイプ

  - 花咲くピコレ - リビング・玄関用。酵素を用いて、花と同じ原理で香りを出すのが特徴。芳香+消臭の2液タイプ。
  - アロマのひととき - 水ではじめるくん煙芳香剤
  - トワレ - トイレ消臭液
    - ニュートワレ

  - Guest&Meフレグランスバー - 植物原料由来の主成分でできた固形タイプの芳香剤。包装のケースは使用時、穴に差し込むことで受け皿となる。「リラックス」と「リフレッシュ」の2種類。インターネットとセレクトショップで発売されていた。2017年12月製造終了。
- 殺虫剤
  - 関連会社だった「ライオンかとり（株）」の製品（一部を除き医薬部外品）。
    - 菊精渦巻
    - ライオン巴型
    - ライオンタイガーかとりせんこう - 戦前の製品。戦後、「ライオンかとりせんこう」となったが、ジョンソンケミカル時代、再びこの商品名に戻った。ライオンケミカルとなってからは、再び「ライオンかとりせんこう」となった。
    - ライオンかとりせんこう - 山彦除虫菊時代は「ライオン蚊取り線香」とも表記された。
    - ライオンかとりせんこうS - 燃焼時間約4時間の小巻タイプ。
    - ライオンかとりマットF
    - ライオン電子かとり器【雑貨品】
    - ライオンエアゾール
    - ライオンごきぶりエアゾール
    - ごきぶり全員集合
    - 屋外用せんこう
    - ムシコロシート - たたみ用防虫シート。白洋舍専売品。
    - ソフテス【雑貨品】 - 家庭用ビニール手袋
    - ピロフィックス【雑貨品】 - 液体靴クリーム。後にライオンヘンケル社→ライオンより発売。

  - バルサンシリーズ（一部を除き医薬部外品） - 2004年12月に中外製薬から譲受したが、2018年12月にレックに譲渡。
    - バルサン氷殺ジェット - 重大事故が発生したため、2007年8月に販売中止。

## キッチンとお手入れ
現行製品はチャーミー、ママレモン、ルック、リードを参照（チャーミーとリードの販売終了品も同様）。

### 販売終了品
- 台所用洗剤
  - ライポンF - 世界初の台所用洗剤。現在は業務用のみ。
    - ライポンFソフトタイプ - ソフト化（LAS系）洗剤。家庭用かつ液体のみ。初期の製品は缶入りであったが、後にポリ容器入りとなり、末期の製品ではマイルド成分「アマイド」が配合され、同時に液色も無色透明からピンクに変更された。ポリ容器入りはあけかえによる誤飲防止の為、キャップはとりにくくなっている。（現在の「ママレモン」特大サイズ同様に、キャップ先端を切って使用する。）

  - ママ
    - ママローヤル
    - ママローヤルナチュール - 天然スキンケアエッセンス配合。
    - ママローヤルα - 敏感肌用。
    - ママポケッティ - 日本初の台所用コンパクト洗剤（使用量1/2）。コラーゲン配合。
    - ママクリスタ - 研磨材入り。スポンジに原液を含ませて使う台所用洗剤。
    - ママローション

  - ワンタイム
  - ナテラ
- クレンザー
  - ユニット
  - ライオンホワイトクレンザー - 粉末タイプ。発売当初は「ライオンクレンザー」であった。長らく発売されてきたが、2017年10月製造終了
- 台所用漂白剤
  - キッチンブライト（「ブライトお台所の除菌漂白」→「キッチンキレイキレイ除菌&漂白」へ継承）
- 油処理剤
  - パワフル油っ固 - 植物素材を使用した油処理剤。1985年に藤沢薬品工業（現：アステラス製薬及び第一三共ヘルスケア）より譲受。2010年10月で製造終了（業務用の「油っ固」は継続販売されている）。
- 調理関連
  - テーブルふきんエミール
  - ディスポ水切りネット

## メディカルケア（OTC医薬品・指定医薬部外品など）
バファリン、エキセドリン、キレイキレイ、デントヘルスは各詳細記事を参照。
- スマイル - 元々は戦前から玉置製薬が製造発売していた。
  - スマイルDXシリーズ
    - スマイル40 プレミアムDX【第2類医薬品】 - 2019年9月発売。既存の「スマイル40プレミアム」の処方をベースに、酢酸d-α-トコフェロール（天然型ビタミンE、0.05g→0.045g）とピリドキシン塩酸塩（ビタミンB6、0.03g→0.01g）の含量を減らす代わりに、レチノールパルミチン酸エステル（ビタミンA、35,000単位→50,000単位）、コンドロイチン硫酸エステルナトリウム（0.05g→0.1g）、タウリン（0.1g→1g）、L-アスパラギン酸カリウム（0.2g→0.8g）の含量を増量した処方強化品。（清涼感レベル：4）
    - スマイル40 メディクリアDX【第2類医薬品】 - 2019年9月発売。従来の「メディクリア」の処方をベースに、リゾチーム塩酸塩に替わり、2種類の生薬由来抗炎症成分（ベルベリン塩化物水和物・グリチルリチン酸二カリウム）が配合されるとともに、緩衝剤等として配合されているホウ酸・トロメタモール・エデト酸Naを組み合わせて防腐効果を持たせたことで「メディクリア」では配合されていた塩化ベンザルコニウムが省かれ、防腐剤無添加となった。（清涼感レベル：4）
    - スマイルザメディカルA DX【第3類医薬品】 - 2018年3月に「スマイルザメディカルA」として発売。2020年9月に内容量を10mlから15mlに増量し、製品名を変更してリニューアルされた。（清涼感レベル：なし）
    - スマイルザメディカルA DXコンタクト【第3類医薬品】 - 2019年9月に「スマイルザメディカルAコンタクト」として発売。「スマイルザメディカルA」の処方をベースに、コンドロイチン硫酸エステルナトリウムが追加配合されたコンタクトレンズ用目薬。2020年9月に内容量を10mlから15mlに増量し、製品名を変更してリニューアルされた。（清涼感レベル：なし）

  - スマイル40シリーズ
    - プレミアム【第2類医薬品】 - 2013年3月発売。2020年4月に外箱に「防腐剤無添加」のアイコンが新たに表示された。（清涼感レベル：なし）
    - EX ゴールドクールMAX【第2類医薬品】 - 2021年7月発売。「スマイル40EXゴールド」のスーパークールタイプ。（清涼感レベル：7）
    - EX ゴールドクール【第2類医薬品】 - 2010年3月に「スマイル40EXゴールド」として発売。クールタイプ。2014年10月のパッケージリニューアル時に後述の「スマイル40EXゴールドマイルド」と区別するため、パッケージに「クール」の表記が入った。2020年3月に外箱に「防腐剤無添加」のアイコンが新たに表記された。2021年7月に製品名が変更となった。（清涼感レベル：5）
    - EX ゴールドマイルド【第2類医薬品】 - 2013年3月発売。マイルドタイプ。2020年3月に外箱に「防腐剤無添加」のアイコンが新たに表記された。（清涼感レベル：2）
    - ゴールドコンタクト クール【第3類医薬品】 - 2022年9月発売。コンタクトレンズ用クールタイプ。（清涼感レベル：5）
    - ゴールドコンタクト マイルド【第3類医薬品】 - 2022年9月発売。コンタクトレンズ用マイルドタイプ。（清涼感レベル：0）
    - EXa【第2類医薬品】 - クールタイプ。2020年3月に従来の「スマイル40EX」に配合されていた添加物のベンザルコニウム塩化物を省き、緩衝剤等として配合されているホウ酸・トロメタモール・エデト酸Naを組み合わせて防腐効果を持たせたことで防腐剤無添加となりリニューアル。同時にメーカー希望小売価格を設定しないオープン価格へ移行され、環境保護のため携帯袋が廃止された。（清涼感レベル：5）
    - EXマイルドa【第2類医薬品】 - マイルドタイプ。2020年3月に従来の「スマイル40EXマイルド（2003年10月発売）」に配合されていた添加物のベンザルコニウム塩化物を省き、緩衝剤等として配合されているホウ酸・トロメタモール・エデト酸Naを組み合わせて防腐効果を持たせたことで防腐剤無添加となりリニューアル。同時にメーカー希望小売価格を設定しないオープン価格へ移行され、環境保護のため携帯袋が廃止された。（清涼感レベル：2）
    - EXクール【第2類医薬品】 - 2011年3月発売。スーパークールタイプ。容器はツイストキャップ式となる。（清涼感レベル：7）

  - スマイルうるおいタイム【第3類医薬品】 - 2021年9月発売。目のかわき（涙液の補助）に対応した目薬で、有効成分はミネラル成分の塩化カリウムと塩化ナトリウムのみ。粘稠剤として油性成分の流動パラフィンを配合している。コンタクト（ソフト、酸素透過性を含むハード、使い捨てに対応）・裸眼どちらにも点眼可能。（清涼感レベル：０）
  - スマイルコンタクトシリーズ - コンタクトレンズ用目薬と装用液。目薬は2020年4月に外箱の裏面の開封口にある「防腐剤無配合」の表記を「防腐剤無添加」のアイコンに変更した。
    - ピュア【第3類医薬品】 - 2004年12月発売。緑のパッケージのマイルドタイプの目薬（清涼感レベル：0）
    - クールフレッシュ【第3類医薬品】 - 2006年8月発売。青のパッケージの爽快クールタイプの目薬（清涼感レベル：5）
    - クールブラック【第3類医薬品】 - 2011年3月発売。黒のパッケージの氷点感クールタイプの目薬（清涼感レベル：7）
    - ファインフィット【指定医薬部外品】 - 2003年2月発売。装用液。当初は医薬品として発売されていたが、法律の改正により現在は指定医薬部外品となっている。
    - ファインフィットプラス【第3類医薬品】 - 2005年12月発売。発売当初は日東メディックに製造を委託していたが、2008年9月に自社製造に切り替えた。

  - スマイルコンタクトEXシリーズ - 2015年12月に「スマイルコンタクト ドライテクト」と「スマイルコンタクト AL-W」を統合しパッケージリニューアルしたコンタクトレンズ用目薬の症状別シリーズ。2020年4月に外箱の裏面の開封口にある「防腐剤無配合」の表記を「防腐剤無添加」のアイコンに変更した。
    - ドライテクト【第3類医薬品】 - 2008年5月発売（清涼感レベル：3）。
    - AL-Wクール【第3類医薬品】 - 2012年1月発売。クールタイプ（清涼感レベル：5）。
    - AL-Wマイルド【第3類医薬品】 - 2012年1月発売。マイルドタイプ（清涼感レベル：0）。

  - スマイルホワイティエn【第2類医薬品】 - 2016年9月に「スマイルホワイティエ」として発売。2021年9月に添加物のベンザルコニウム塩化物を省き、緩衝剤等として配合されているホウ酸・トロメタモール・エデト酸Naを組み合わせて防腐効果を持たせた防腐剤無添加処方となってリニューアルされた（清涼感レベル：3）。
    - スマイルホワイティエ コンタクト【第3類医薬品】 - 2018年9月発売。2020年4月に外箱の裏面に「防腐剤無添加」のアイコンが新たに表示された。（清涼感レベル：0）。

  - スマイルピットドライアイ【第3類医薬品】 - 2005年10月発売。スーパークールタイプの涙液型目薬。発売当初は日東メディックに製造を委託していたが、2008年9月に自社製造に切り替えた。（清涼感レベル：7）
  - スマイルA【第2類医薬品】 - クールタイプ。（清涼感レベル：3）
- 冷えピタ
  - 冷えピタ 8時間冷却【雑貨品】 - 冷却シート。大人用、子供用、ベビー用がある。2014年8月にパッケージリニューアル。2022年12月に大人用と子供用に設定されていた12枚入りが製造終了となり、増量品となっていた16枚入りが2023年1月にレギュラー品へ仕様変更された。
  - 冷えピタ ボディ用【雑貨品】 - ボディ用冷却シート。大人用のみ（子供用は2018年6月で製造終了した）。
- ストッパ - 下痢止め薬のブランド。2017年5月にパッケージデザインをリニューアルしている。
  - ストッパ下痢止めEX【第2類医薬品】 - 2012年10月に「ストッパ下痢止めA（2003年12月に「ストッパ下痢止めを発売）」を改良。
  - ストッパエル下痢止めEX【第2類医薬品】 - 2012年10月に「ストッパエル（2005年10月発売）」を改良。「ストッパエル」発売時よりピンクのパッケージを採用している。
  - ストッパNOM【指定第2類医薬品】 - 2022年9月発売。ロペラミド塩酸塩とウコンエキスを配合したクールレモン味。
  - 小中学生用ストッパ下痢止めEX【第2類医薬品】 - 小・中学生用（適応年齢5歳～14歳）。ピーチ味。2012年10月に「小中学生用ストッパ下痢止め（2004年11月発売）」を改良。これに伴って、容量は16錠から他の「ストッパ下痢止めEX」シリーズと同じ12錠に揃えた。2020年8月にグリーンのパッケージデザインに変更された。
- スクラート - これまでは中外製薬から「中外胃腸薬」として発売しており、ライオンに移管後も商品名を変えずに発売していたが（その間は製造元：中外製薬株式会社、発売元：ライオン株式会社と表記されていた）、2008年10月に従来のパッケージをほぼ踏襲しながら現在の「スクラート胃腸薬」に商品名に変更。2012年9月にパッケージデザインをリニューアルし、容量を変更した。2021年2月に「スクラート胃腸薬」・「スクラート胃腸薬S」のパッケージデザインが変更された。
  - G【第2類医薬品】 - 2017年9月発売。アルミスティック包装（1回飲み切り）の液タイプ。当初は6包入りのみだったが、2018年10月に12包が追加発売された。
  - 胃腸薬（顆粒）【第2類医薬品】 - 容量は14包・28包・42包から12包と34包に変更。
  - 胃腸薬（錠剤）【第2類医薬品】 - 三層錠（3色に分かれており、色ごとに配合成分が異なる）。容量は40錠・90錠・160錠から36錠と102錠に変更。
  - 胃腸薬S（散剤）【第2類医薬品】 - 容量は12包・30包・54包から12包と34包に変更。
  - 胃腸薬S（錠剤）【第2類医薬品】 - 容量は36錠・90錠・162錠から36錠と102錠に変更。
- メソッド - 2017年3月発売。鎮痒消炎薬のブランド。ライオンが発売する鎮痒消炎薬は「デリートメント」以来となる。発売当初は「PAIR」のロゴが表記されているものの、「ペア」派生の独立ブランドとして扱われていた。2020年3月にラインナップが刷新されたことに伴い、「PAIR」ロゴの表記がなくなり、ブランドロゴが英字表記（Method）からカナ表記（メソッド）に変更された。
  - WOクリーム【第2類医薬品】  - 顔まわり・デコルテ用クリームタイプ（ノンステロイド）。発売当初は25gのみだったが、2018年6月に12gを追加発売。2020年3月のパッケージデザインのリニューアルを機に12gのみに集約された。
  - UFクリーム【第2類医薬品】 - 2021年3月発売。デリケートエリア用クリームタイプ（ノンステロイド・ウフェナマート配合）。本品は2019年7月に資生堂薬品から譲り受け、同年8月に当社から発売された「エンクロン UFクリームEX」の製品名とパッケージデザインを刷新して「メソッド」ブランドへ移行された製品で、有効成分・添加物・内容量は「エンクロン UFクリームEX」と同一だが、メーカー希望小売価格を「エンクロン UFクリームEX」から値下げされた（本体価格 1,680円→1,280円）。
  - プレミアム AS軟膏【指定第2類医薬品】 - 2020年3月発売。「AS軟膏」の処方をベースに、グリチルリチン酸、リドカイン、アラントインを追加配合し、トコフェロール酪酸エステルの配合量を増量（5mg→10mg）した手指・首元用軟膏タイプ（アンテドラッグステロイド配合）。（製造販売元：万協製薬）
  - プレミアム ASクリーム【指定第2類医薬品】 - 2020年3月発売。「ASクリーム」の処方をベースに、グリチルリチン酸、リドカイン、アラントインを追加配合し、トコフェロール酪酸エステルの配合量を増量（5mg→10mg）した手指・首元用クリームタイプ（アンテドラッグステロイド配合）。（製造販売元：万協製薬）
- ペア
  - ペアアクネクリームW【第2類医薬品】 - クリームタイプのニキビ治療薬。2012年3月にパッケージリニューアル。
  - ペア漢方エキス錠【第2類医薬品】 - 2012年3月発売。桂枝茯苓丸を錠剤にした漢方製剤（製造販売元：大峰堂薬品工業）。
- トメルミン【第3類医薬品】 - 2005年10月発売。口中溶解（EXPRESS錠）タイプの眠気止め薬。メントール味。
- パラデントエース【第3類医薬品】 - 1968年発売。塗るタイプの歯肉炎・歯槽膿漏薬（ヒノキチオールのみの単味剤）。

### 歯科医院向け製品
- フッ化ナトリウム洗口液0.1%【ライオン】【医療用医薬品】 - う蝕予防フッ化物洗口液。（製造販売元：ジーシー昭和薬品）

### 販売終了品
※バファリン・グロンサン・新グロモントブランドの販売終了品については、詳細記事を参照。
- 解熱鎮痛薬
  - ライオン製品
    - プロミス

  - 中外製薬時代の製品
    - チルカカプレット
- かぜ薬・かぜ薬関連品
  - ライオン製品
    - 冷えピタ超冷却ジェル大人用【雑貨品】 - 2007年9月生産終了。
    - 冷えピタ超冷却ジェル子供用【雑貨品】 - 2007年12月生産終了。
    - 冷えピタ のど用【雑貨品】
    - アルフレッシュSP錠 - 鼻炎用内服薬。2008年4月生産終了
    - アルフレッシュ鼻炎クールスプレー - 点鼻薬。2008年4月生産終了

  - 中外製薬時代の製品
    - アルペンゴールドカプセル【指定第2類医薬品】 - 大人（15歳以上）専用総合かぜ薬。中外製薬から引き継いだ後もしばらく販売され、2008年9月にパッケージリニューアルを行ったが、ラインナップを「バファリンかぜEX錠」に集約するため、2013年7月で製造終了。
    - アルペンこどもかぜシロップ【指定第2類医薬品】 - 3ヶ月～6歳用シロップタイプの子ども用かぜ薬。チョコレート味、いちご味、ピーチ味の3種類。中外製薬から引き継いだ後もしばらく販売されたが、チョコレート味は2013年7月をもって製造終了。いちご味、ピーチ味は「キッズバファリンかぜシロップ」へ統合のため、2017年7月をもって製造終了。
    - アルペンFこども鼻炎シロップ【指定第2類医薬品】 - 3ヶ月～10歳用ピーチ味の子ども用鼻炎用内服薬（シロップタイプ）。中外製薬から引き継いだ後もしばらく販売されたが、2015年8月をもって製造終了。
    - アルペンSこども鼻炎シロップ【指定第2類医薬品】 - 3ヶ月～10歳用いちご味の子ども用鼻炎用内服薬（シロップタイプ）。中外製薬から引き継いだ後もしばらく販売されたが、「キッズバファリン鼻炎シロップ」へ統合のため、2017年7月をもって製造終了。
    - アルペンFこどもせき止めシロップ【指定第2類医薬品】 - 3ヶ月～7歳用ピーチ味の子ども用鎮咳去痰薬（シロップタイプ）。中外製薬から引き継いだ後もしばらく販売されたが、2013年7月をもって製造終了。
    - アルペンSこどもせき止めシロップ【指定第2類医薬品】 - 3ヶ月～7歳用いちご味の子ども用鎮咳去痰薬（シロップタイプ）。中外製薬から引き継いだ後もしばらく販売されたが、「キッズバファリンせき止めシロップ」へ統合のため、2017年7月をもって製造終了。
    - アルペンこどもかぜ薬K細粒【指定第2類医薬品】 - いちご味の3～6歳用かぜ薬（細粒タイプ）。中外製薬から引き継いだ後もしばらく販売されたが、「バファリンジュニアかぜ薬」へ統合のため、2018年11月をもって製造終了。
    - アルペンこどもかぜ薬J細粒【指定第2類医薬品】 - いちご味の7～10歳用かぜ薬（細粒タイプ）。中外製薬から引き継いだ後もしばらく販売されたが、「バファリンジュニアかぜ薬」へ統合のため、2018年11月をもって製造終了。
    - アルペンこども点鼻液 - 中外製薬から引き継いだ後もしばらく販売されたが、カテゴリ整理のため製造終了。
    - ナーベルスプレー
    - 新ナーベル幼児用 - 1977年11月発売
    - アルペン咳止めシロップ【指定第2類医薬品】 - 2015年8月をもって製造終了
- うがい薬
  - ライオン製品
    - ライオールうがい薬【医薬品】- ライオン初のうがい薬。テレビCMの「使用上の注意」テロップがあった。
    - キレイキレイ ブクブクガラガラ液【医薬部外品】 - キレイキレイうがい薬の発売に伴い廃止。

  - 中外製薬時代の製品
    - アルペン うがい【指定医薬部外品】 - l-メントール、ユーカリ油、ウイキョウ油を配合したうがい薬。中外製薬から引き継いだ後もしばらく販売されたが、「キレイキレイ うがい薬」へ統合のため、2022年5月をもって製造終了。これにより、「アルペン」ブランドは終息となった。
    - アルペン こどもうがい薬【指定医薬部外品】 - 青りんご味のこども用うがい薬。中外製薬から引き継いだ後もしばらく販売されたが、「キレイキレイ うがい薬」へ統合の為、2015年8月をもって製造終了。
- 消化器系用薬
  - ライオン製品
    - ソフネス - 便秘薬、関東圏で限定発売されていた。
    - 中外胃腸薬S - 「スクラート胃腸薬S」へ継承。
    - ストッパ胃腸薬【第2類医薬品】 - チュアブル錠タイプの胃腸薬。当初、12錠入りと24錠入りがラインナップされていたが、後に12錠入りのみになっていた。液タイプの「スクラートG」の発売や「スクラート胃腸薬」へ集約の為、2017年10月製造終了。
    - ストッパデイバランス整腸薬【第3類医薬品】 - 2011年6月製造終了。
    - タラコン散 - 玉置製薬との資本参加の際にライオン歯磨が発売。

  - 中外製薬時代の製品
    - 中外胃腸薬
    - 中外ドリンク胃腸薬（製造販売元：日新薬品工業）
    - 新中外胃腸薬 - 「スクラート胃腸薬」へ継承。
    - 新中外胃腸薬チュアブル錠
    - 中外下痢止め - 中外製薬から引き継いだ後もしばらく販売されたが「ストッパ」に統合のため生産終了。
    - エフィール - H2ブロッカー胃腸薬（中外MSD時代の商品）（製造販売元：山之内製薬）
    - エフィール錠（製造販売元：山之内製薬）
    - ナイスロン錠 - 便秘薬
    - ぢもな坐薬
    - ぢもな軟膏
    - ぢもなカプセル - 痔疾用内用薬。
- ドリンク剤・ビタミン剤
  - ライオン製品
    - ペアA【第3類医薬品】 - ドリンクタイプのビタミンB2B6主薬製剤。2022年3月製造終了。
    - ペアA錠【第3類医薬品】 - 錠剤タイプのビタミンB2B6主薬製剤。2023年9月に「デントヘルス薬用ハミガキSP」・「ハイテクト生薬の恵み」・「ペアA」と共に自主回収を発表[2]。同年12月にそのまま製造終了となった。
    - ハリックス スムーブ錠 - ビタミンB1主薬製剤。2009年3月製造終了。
    - 体調活性生薬スッキー錠（製造販売元：京都薬品工業）

  - 中外製薬時代の製品
    - オルパD
    - ローゼリーゴールド
    - ローゼリー至宝液
    - ローゼリー内服液
    - ローゼリーゴールド内服液 - 移管後もしばらく販売されていたが、2009年2月に製造終了。
- アイケア
  - こどもスマイル目薬
  - こどもスマイル
  - 新スマイル
  - 新スマイルコンタクト（「スマイルコンタクトピュア」へ継承）
  - スマイル
  - スマイルアイヒーリング（「スマイル40」へ機能統合）
  - スマイルアクティブ（「スマイルブイイン」へ継承）
  - スマイルAL-G（「スマイルアルブロック」へ継承）
  - スマイルエース
  - スマイルこどもソフト
  - スマイルコンタクト【第3類医薬品】
  - スマイルコンタクトクール（「新スマイルコンタクトクール」へ継承）
  - 新スマイルコンタクトクール【第3類医薬品】
  - スマイルコンタクトEX ひとみリペア【第3類医薬品】 - 清涼感レベル0の「マイルド」と清涼感レベル5の「クール」の2種類が発売されていた。「スマイル40 ゴールドコンタクト」の発売に伴い、2022年9月製造終了。
  - スマイルソフト
  - スマイルビタウォッシュ
  - スマイルアミノウォッシュ【第3類医薬品】 - 2016年10月製造終了
  - スマイルビタエナジーA（「スマイルピット」へ継承）
  - スマイルブイイン（「スマイルビタエナジーA」へ継承）
  - スマイル目もと冷えピタ【雑貨品】
  - スマイル40（「スマイル40EX」へ継承）
  - スマイル40EXソフト（「スマイル40EXマイルド」へ継承）
  - スマイル40ホワイト
  - スマイル40メディクリア【第2類医薬品】  - 「スマイル40メディクリアDX」の発売に伴い、2019年7月製造終了
  - スマイルアルブロック（「スマイルアルフレッシュ」へ継承）
  - スマイルアルフレッシュ【第2類医薬品】 - 2015年12月製造終了
  - スマイルアルフレッシュキッズ【第3類医薬品】- マイルドタイプの子供用目薬。2023年4月製造終了（清涼感レベル：0）
  - スマイルアルフレッシュ洗眼薬 - 2008年4月製造終了
  - スマイルピット【第2類医薬品】 - 2006年12月発売。スーパークールタイプ。「スマイル40EX ゴールドクールMAX」へ統合のため、2025年1月製造終了。（清涼感レベル：7）
  - ハイスマイル
  - ネオスマイル - 玉置製薬との資本参加の際にライオン歯磨が発売。
- 外用鎮痛消炎薬 - 2024年3月29日付で帝國製薬へ譲渡され[3][4]、同年4月にテイコクファルマケアより発売。
  - ハリックス55冷感（「ハリックス55EX冷感」へ継承）
  - ハリックス55温感（「ハリックス55EX温感」へ継承）
  - ハリックス55EX冷感A【第3類医薬品】 - 2006年3月発売。冷感パップ剤。2010年に小改良が行われた。2024年4月にテイコクファルマケアを通じて発売。
  - ハリックス55EX温感A【第3類医薬品】 - 2006年3月発売。温感パップ剤。「ハリックス55EX冷感A」同様、2010年に小改良を行った。なお、ハーフサイズは2021年12月、20枚入りも2022年12月に順次製造を終了し、20枚入りの増量品となっていた25枚入りが2023年1月にレギュラー品へ仕様変更された。2024年4月にテイコクファルマケアより発売。
  - ハリックス55ID（「新ハリックス55ID」へ継承）
  - 新ハリックス55ID（「ハリックス55IDプラス」へ継承）
  - ハリックス55IDS（「ハリックス55ID温感H」へ継承）
  - ハリックス55プラス
  - ハリックス55温感プラス
  - ハリックスプラスター
  - ハリックスプラスター温感
  - ハリックスID透明パッド冷感 - 2008年12月製造終了。
  - ハリックスID透明パッド温感 - 2008年9月製造終了。
  - ハリックス55ID温感H【第2類医薬品】 - 2018年8月製造終了
  - ハリックス55IDプラス【第2類医薬品】 - 2005年2月発売。冷感パップ剤（インドメタシン配合）。2024年4月に製造販売元である帝国製薬の子会社であるテイコクファルマケアから発売（製造販売元：帝國製薬）
  - ハリックスIDローション
  - ハリックスIDクリーム
  - ハリックスほぐリラ冷感【第2類医薬品】 - フェルビナク配合の冷感パップ剤。12枚入りは2021年11月、6枚入りも2022年8月に順次製造を終了した。
  - ハリックスほぐリラ温感【第2類医薬品】 - フェルビナク配合の温感パップ剤。12枚入りは2021年11月、6枚入りも2022年12月に順次製造を終了した。
  - ハリックスほぐリラ ロールオンタイプ【第2類医薬品】 - 2014年3月発売。塗るロールオンタイプ（フェルビナク配合）。本品のみ帝国製薬への譲渡は行われず、2024年3月をもって製造終了となった。
  - レオメタシン - 「ハリックス55ID」へ統合のため販売終了。
- 歯槽膿漏薬
  - パラデント - ライオン最初の医薬品（1939年発売）であった。（「パラデントエース」へ継承）
  - ネオパラデント
  - ハイパラデント（「デントヘルス」へ継承）
  - レオセーブC（「デントヘルス ブラッシングケア」へ継承）
- 外皮用薬
  - メディナース
    - 新メディナースHPクリーム - 2008年7月製造終了。
    - メディナースHPクリーム
    - メディナースHPゲル
    - メディナースHPローション
    - メディナースS
    - メディナース全身ローション【医薬部外品】
    - メディナースハンドソープ殺菌消毒【医薬部外品】
    - メディナースUローション - 2007年8月製造終了
    - メディナースU乳液 - 2008年7月製造終了

  - デリートメント（デリケートエリアのための鎮痒消炎薬）
  - エンクロン - 鎮痒消炎薬のブランド。「フェルゼア」同様、2019年7月に資生堂薬品からブランドを譲り受け、同年8月に発売が開始された。譲受に伴って「SHISEIDO」ロゴの削除、JANコードの変更、英字の製品カテゴリーの明記などはあるものの、パッケージデザインや処方は資生堂薬品時代から踏襲され、パッケージに「LION」ロゴの表記が無かった。2020年3月に刷新された「メソッド」（ASクリーム・AS軟膏・ASローション・UFクリーム）へ移行のため、クリームEX・軟膏EX・ローションEXは2020年3月、唯一販売を継続していたUFクリームEXも2021年3月に順次製造を終了し、ライオンでの発売から僅か1年5ヶ月でブランドを終息し、「メソッド」へ完全統合された。
    - クリームEX【指定第2類医薬品】 - アンテドラッグステロイド（プレドニゾロン吉草酸エステル酢酸エステル）が配合されたクリームタイプ。（製造販売元：岩城製薬）
    - 軟膏EX【指定第2類医薬品】 - アンテドラッグステロイド（プレドニゾロン吉草酸エステル酢酸エステル）が配合された軟膏タイプ。（製造販売元：岩城製薬）
    - ローションEX【指定第2類医薬品】 - アンテドラッグステロイド（プレドニゾロン吉草酸エステル酢酸エステル）が配合された乳液タイプ。（製造販売元：岩城製薬）
    - UFクリームEX【第2類医薬品】 - ノンステロイドのクリームタイプ（ウフェナマート配合）。

  - メソッド
    - ASローション【指定第2類医薬品】 - 汗をかく部位用乳液タイプ（アンテドラッグステロイド配合）。本品は2019年7月に資生堂薬品から譲り受け、同年8月に当社から発売された「エンクロン ローションEX」の製品名とパッケージデザインを刷新して「メソッド」ブランドへ移行された製品で、有効成分・添加物・内容量は「エンクロン ローションEX」と同一だが、メーカー希望小売価格を「エンクロン ローションEX」から値下げされた（本体価格 1,780円→1,280円）。既存の「メソッドプレミアム ASクリーム」へ統合のため、2022年7月製造終了。（製造販売元：岩城製薬）
    - AS軟膏【指定第2類医薬品】 - 2020年3月発売。手・指用軟膏タイプ（アンテドラッグステロイド配合）。本品は2019年7月に資生堂薬品から譲り受け、同年8月に当社から発売された「エンクロン 軟膏EX」の製品名とパッケージデザインを刷新して「メソッド」ブランドへ移行された製品で、有効成分と添加物は「エンクロン 軟膏EX」と同一だが、「エンクロン 軟膏EX」では2種類あった内容量を12gのみに集約し、メーカー希望小売価格を「エンクロン クリームEX」から値下げされた（本体価格 1,780円→1,280円）。既存の「メソッドプレミアム AS軟膏」へ統合のため、2023年11月製造終了。（製造販売元：岩城製薬）
    - ASクリーム【指定第2類医薬品】 - 2020年3月発売。手・指用クリームタイプ（アンテドラッグステロイド配合）。本品は2019年7月に資生堂薬品から譲り受け、同年8月に当社から発売された「エンクロン クリームEX」の製品名とパッケージデザインを刷新して「メソッド」ブランドへ移行された製品で、有効成分と添加物は「エンクロン クリームEX」と同一だが、「エンクロン クリームEX」では2種類あった内容量を12gのみに集約し、メーカー希望小売価格を「エンクロン クリームEX」から値下げされた（本体価格 1,780円→1,280円）。既存の「メソッドプレミアム ASクリーム」へ統合のため、2023年11月製造終了。（製造販売元：岩城製薬）
    - シート【第3類医薬品】 - デリケートエリア用シートタイプ（ノンステロイド）。2020年3月の全面刷新後も従来仕様のまま継続販売されていたが、2021年3月に外装を紙箱からプラスチック袋に変更するとともに、入数を減らし（10枚→7枚）、メーカー希望小売価格を値下げ（本体価格 700円→600円）。パッケージデザインの変更によりブランドロゴを現行ロゴに揃えるリニューアルが行われたが、2022年12月に製造終了となった。
    - CLローション【第2類医薬品】 - 2020年3月発売。頭皮用ローションタイプ（ノンステロイド）。本品は2019年7月に資生堂薬品から譲り受けた「エンクロン レメディーナ」の製品名とパッケージデザインを刷新して「メソッド」ブランドへ移行された製品で、有効成分・添加物・内容量は「エンクロン レメディーナ」と同一である。2024年7月製造終了。

  - フェルゼア - 乾燥性皮膚用薬のブランド。2019年7月に資生堂薬品から「HA20クリーム」・「DX20ローション」・「クリームM」の3品を譲受、同年8月より発売を開始した。譲受当初は「SHISEIDO」ロゴの削除、JANコードの変更、英字の製品カテゴリーの明記などはあるものの、パッケージデザインや処方は資生堂薬品時代から踏襲された。2021年9月に「フェルゼアプレミアム」シリーズの発売に合わせ、FERZEAの頭文字である"f"をモチーフとしたピンクのアイコンが入ったパッケージデザインへ刷新された（なお、譲受当初より、パッケージに「LION」ロゴの表記が無い）。2025年1月に全製品の製造が終了となり、ブランド終息となった。
    - プレミアム HPミルクジェル【第2類医薬品】 - ヘパリン類似物質にトコフェロール酢酸エステル（ビタミンE）を配合したOTC医薬品初となるチューブ入りミルクジェルタイプ。2023年5月に製造終了となり、発売からわずか1年2ヶ月で終売となった。（製造販売元：ジャパンメディック）
    - プレミアム HPクリーム【第2類医薬品】 - ヘパリン類似物質にアラントインとトコフェロール酢酸エステル（ビタミンE）を配合したチューブ入りクリームタイプ。2023年5月に製造終了となり、発売からわずか1年8ヶ月で終売となった。（製造販売元：万協製薬）
    - プレミアム 薬用泡の化粧水【医薬部外品】 - 2021年9月発売。ヘパリン類似物質とグリチルリチン酸ジカリウムを配合した泡タイプの薬用化粧水。
    - プレミアム HPブーストフォーム【第2類医薬品】 - 2023年9月発売。ヘパリン類似物質にパンテノール（プロビタミンB5）とピリドキシン塩酸塩（ビタミンB6）を配合したフォームタイプ。（製造販売元:万協製薬）
    - プレミアム HPバーム【第2類医薬品】 - 2021年9月発売。ヘパリン類似物質にトコフェロール酢酸エステル（ビタミンE）を配合したチューブ入りバームタイプ。目もと・口周りなどのポイント用。（製造販売元：ジャパンメディック）
    - HA20クリーム【第3類医薬品】 - 尿素20%配合クリーム。80gと大容量の160gの2容量を設定。2021年9月のパッケージリニューアルに伴ってメーカー希望小売価格が大幅値下げされた（本体価格 80g:1,680円→980円、160g:2,000円→1,380円）。
    - DX20ローション【第2類医薬品】 - 尿素20%に2種類のかゆみ止め成分（ジフェンヒドラミン・リドカイン）を配合したポンプ式乳液タイプ。2021年9月のパッケージリニューアルに伴ってメーカー希望小売価格が大幅値下げされた（本体価格 1,980円→1,480円）。
    - クリームM【指定医薬部外品】 - 尿素10%配合クリーム。資生堂薬品時代では30gチューブも設定されていたが、80gジャーのみの設定となる。また、譲受当初、パッケージ正面上は「SHISEIDO」ロゴに替わり「FERZEA」のブランドロゴが配されていたが、2021年9月のパッケージリニューアルに伴って「HA20クリーム」・「DX20ローション」と同じパッケージデザインへ統一され、メーカー希望小売価格が値下げされた（本体価格 1,080円→880円）。

  - ペアアクネリキッド治療薬【第2類医薬品】 - リキッドタイプのニキビ治療薬で、コットンにつけて使用する。既存の「ペアアクネクリームW」への統合のため、2022年6月製造終了。
- マスク
  - マスクにつける爽快ウエットフィルター（「花粉破壊ウェットフィルター」へ）
  - 花粉破壊ウエットフィルター（「アルフレッシュウェットフィルター」へ）
  - 花粉破壊マスク&ウェットフィルター（「アルフレッシュマスク&ウェットフィルター」へ）
  - アルフレッシュウェットフィルター - 2009年9月製造終了
  - アルフレッシュマスク&ウェットフルター - 2009年9月生産終了
- その他
  - ラポミック（水虫薬。製造販売元：東興製薬工業）
  - レスキュー（外傷消毒薬）
  - アクトセラム【医療用具】（骨補填材） - TDKとの共同開発品
  - 脳鼻液（神経衰弱用剤・戦前の製品） - 玉置製薬
  - グリーンヘモロス座薬 - 玉置製薬との資本参加の際にライオン歯磨が発売。
  - サビオ【医療用具】（ガーゼ付救急絆創膏）
  - チャンプ【雑貨品】（使い捨てカイロ）
  - デリートメント ケア用スプレー【化粧品】 - 洗浄用ミスト。
  - プレディクターD→プレディクタースティックD→プレディクター【体外診断用医薬品】（妊娠検査薬）
  - ディスクレテストD【体外診断用医薬品】（排卵検査薬）
  - アルブロック 花粉ふき取りシート【雑貨品】 - 花粉を吸着・不活性化する「スメクタイト」を配合した花粉除去シート
  - オフィス冷えピタ 首すじ!爽快シート【雑貨品】

## 食品
2023年11月30日に一部製品を日清食品へ事業譲渡したことに伴い、サプリメントを中心とした食品事業から撤退するとともに、取扱品目が無くなったことに伴って「LIONウェルネスダイレクト」の運営を終了したことにより、通信販売事業からも撤退した。
以下は全て製造終了品である。
- ゆあみ - 中外製薬より譲受けた製品。
- グッスミン き釈用ミニパック - 「グッスミン」のリニューアルに伴い、2009年1月で製造終了。
- キュプルン - 2006年6月に「健美創研」の一製品として発売。2009年4月のリニューアル時に単独ブランドとなり、通信販売での発売となった。一部の使用原料の調達が困難になったため、2018年11月末をもって製造・販売を終了。
- グッスミン GABAのチカラ【機能性表示食品】 - 2006年6月に「健美創研」の一製品として「グッスミン」を発売。トマト酢とGABAを配合。2009年3月のリニューアル時に単独ブランドへ移行し、味をアップル味に、容器を瓶から紙パックに変更し、内容量を瓶2本分の100mlに増量。併せて、通信販売での発売となった。2017年11月にGABAを機能性関与成分とする機能性表示食品へリニューアルされ、製品名が改名された。2023年2月製造終了。
- 太陽生まれのサラサラエッセンス パームカロテン
- ナイスリムエッセンス ラクトフェリン+ラブレ - 2009年10月発売。「ナイスリムエッセンス ラクトフェリン」に植物性乳酸菌「ラブレ」をプラス配合したタブレット。「腸まで届けるナイスリムエッセンス ラクトフェリン 乳酸菌プラス」へ統合のため、2022年6月製造終了。
- 歩むチカラ【機能性表示食品】 - 必須アミノ酸ロイシンから体内でつくられるHMB（β-ヒドロキシ-β-メチル酪酸）とグルコサミン塩酸塩（植物由来）が配合されたスティックタイプの粉末飲料。2017年9月にHMBとグルコサミン塩酸塩を機能性関与成分とする機能性表示食品としてリニューアルされ、既存のレモン味に加え、アップル味とフルーツヨーグルト味が追加発売され、3種類のフレーバーとなった。「エグゼアクティブ」の発売に伴い、2020年3月製造終了。
- シールド乳酸菌+赤のチカラ - 2017年4月発売。森永乳業が開発した「シールド乳酸菌」とアフリカマンゴノキエキスを含有するタブレット。チャック付パウチ仕様で、62粒入りと30粒入りの「おためしパック」の2容量が設定されていた。2021年3月製造終了。
- 黒酢にんにく+黒のチカラ - 2017年4月発売。鹿児島県産の壺作り黒酢、青森県産のホワイト六片種を自主発酵させた醗酵黒ニンニク、カカオエキスを含有するタブレット。チャック付パウチ仕様で、62粒入りと30粒入りの「おためしパック」の2容量が設定されていた。2023年5月製造終了。
- 青汁+緑花（りょくか）のチカラ - 2017年3月発売。4種類の青汁素材と茶花エキスを配合し、愛知県産西尾の抹茶を使用したスティックタイプの粉末青汁飲料。2023年5月製造終了。
- 食事・運動にプラス 田七人参習慣 - 2011年5月発売。独自技術によりパナキサトリオールを高濃度化した田七人参加工粉末にビタミンB1を配合。発売当初は「糖と上手に付き合うために 糖質習慣」の製品名で発売していたが、2012年7月に製品名を変更してリニューアルした。ボトル入りの60粒の他に、1世帯につき1袋・初回購入限定のパウチ入り14粒「トライアルパック」も設定されていた。2023年7月製造終了。
- トマト酢生活 トマト酢飲料【特定保健用食品】 - 2008年10月発売。トマトを原料に酢酸発酵により製造したトマト酢を配合したトマト酢飲料。発売当初は瓶入りだったが、2015年6月にパッケージリニューアルし、「キュプルン」や「グッスミン」と同じ紙パック容器に変更したことで内容量はそのままで包装が小型・軽量化された。2023年10月製造終了。
- エグゼアクティブ【機能性表示食品】 - 2020年4月発売。HMBカルシウム（β-ヒドロキシ-β-メチル酪酸カルシウム）とグルコサミン塩酸塩を配合したスティック包装のレモン味の粉末飲料。ポストへの投函に対応するため、従来の「歩むチカラ」の入数（30本）はそのままで外装サイズがコンパクト化された（ポスト投函は単品購入時に限る）。2023年10月製造終了。
- お酢っぽくないタブレット トマト酢+ミルクペプチド生活 - 2012年5月発売。加工粉末化したトマト酢と森永乳業が開発した「ミルクペプチドMKP」を配合し、フィルムコーティングを施したタブレット。ボトル入りの124粒と、1世帯につき1袋・初回購入限定のパウチ入り28粒「トライアルパック」が設定されていた。2023年10月製造終了。
- アイQクリアエッセンス DHA・クロセチン+パームカロテン - 「ウエルネスダイレクト」の立ち上げと同時に2007年4月発売。DHA、β-カロテン、クロセチンに加え、リコピン、ルテイン、トコトリエノール（ビタミンEに似た構造をもつ物質）も配合したソフトカプセル。ビタミンA及びビタミンEを補給できる保健機能食品である。ボトル入りの180粒の他に、1世帯につき1袋・初回購入限定のパウチ入り60粒「トライアルパック」も設定されていた。2023年10月製造終了。
- グッスミン 酵母のちから【機能性表示食品】 - 2014年6月発売。清酒酵母を医薬品開発で培った製剤化技術によってタブレット化。アルコールは含まれていない。ボトル入りの124粒と、1世帯につき1袋・初回購入限定のパウチ入り28粒「トライアルパック」も設定されていた。2016年3月に清酒酵母GSP6を機能性関与成分とする機能性表示食品としてリニューアルされた。2023年10月製造終了。
- 腸まで届けるナイスリムエッセンス ラクトフェリン【機能性表示食品】 - 「ウエルネスダイレクト」の立ち上げと同時に2007年4月発売。熱や酸に弱く、酵素でも分解されやすい性質を持つラクトフェリンを特殊コーティング加工で施したタブレット。90粒入りのボトルに加え、1世帯につき1袋・初回購入限定のパウチ入り「トライアルパック」も設定されている。2015年6月にラクトフェリンを機能性関与成分とする機能性表示食品に移行し、同時に、胃の消化酵素から守る新たな独自コーティング技術の採用、錠剤の改良（角に丸みをつけた形状に変更し、色をクリーム色に変更）、ボトル入りの容量増量（90粒 → 93粒）を行ってリニューアル。2018年9月にパッケージデザインを変更し、「ナイスリムエッセンス ラクトフェリン」から製品名を変更した。2023年11月30日付で日清食品へ事業譲渡。
- 腸まで届けるナイスリムエッセンス ラクトフェリン 葛の花プレミアム【機能性表示食品】 - 2021年5月発売。ラクトフェリンに加えて、葛の花由来イソフラボンを機能性関与成分として配合したもの。2023年11月30日付で日清食品へ事業譲渡。
- 腸まで届けるナイスリムエッセンス ラクトフェリン 乳酸菌PLUS【機能性表示食品】 - 2021年8月発売。ラクトフェリンに加えて、乳酸菌K-1（L. casei 327）を機能性関与成分として配合したもの。2023年11月30日付で日清食品へ事業譲渡。
- ナイスリムサポート エラグ酸のチカラ【機能性表示食品】 - 2021年3月発売。エラグ酸を機能性関与成分として配合したタブレット。2023年11月30日付で日清食品へ事業譲渡。
- 歯のブラッシングガム
- ママプリン
- ママプリン ババロア
- ママプリン サワー
- ママプリンローション
- 全糖ママプリン
- ママゼリー
- レディーナ（後に柔軟剤に名称流用）
- 果実の森
- バッグDEクック
- クックジョイ スナックスープ
- 乳清ミルフル - 中外製薬が'80～'90年代に発売していた製品。
- ミルフルケフィア
- ミルフルスープグルメ
- MOTT'Sアップルデザート スプーンで食べるリンゴです
- マコーミック（香辛料、ドレッシング等） - ユウキ食品へ事業譲渡。
- 李錦記（中華料理用調味料・香辛料） - エスビー食品へ事業譲渡。
- マイバランス - サプリメント
- 気配館(藤沢薬品工業)から移管

## 生理用品（撤退）
全て製造・販売中止。ナプキンは全て【医薬部外品】、タンポンは全て【医療用具】
- アンネナプキン
- ナイトアンネナプキン（水洗トイレに流せる夜用ナプキン）
- アンネナプキンF（より水に溶けやすい（アンネナプキン比）ニュータイプのナプキン）
- アンネシャンテ
- アンネナイト
- アンネタンポン
- アンネタンポンo.b.（ジーンズやパンタロンのポケットにも入るほど小さいタンポン）
- ホワイトアンネ
- グレースアンネ
- ファミリーアンネ
- スリムアンネうす型
- パンネット（生理用パンティ）
- アンネット（生理用ショーツ）
- アンネットジュニアもめん
- アンネジュニアセット（アンネナプキン、アンネットジュニアもめん及びナイトアンネナプキンのセット品。セット品の使用方法が図解入りで解説された「しおり」、生理のことがよく分かる児童向け小冊子「清く＊高く＊美しく」、保護者向け小冊子「お母さまのために」及び「アンネ製品のご案内」も同梱されている。）
- ホワイトナプキン
- キャティ
- キャティミニ
- デオドラントキャティ
- キャティパンツ
- ダブルデオドラント・キャティ
- エルディ
- エルディプチ
- デオドラントエルディ
- エルディサラサラメッシュ
- エルディフォースポーツ（サイド部分が、吸収体を包み込む形状に巻き上げられたポケット型防漏紙を内蔵し、活発な動きにも対応できるスポーツタイプナプキン）
- エルディナイトセーブ（夜専用ナプキン）
- エルディタンポン（2002年ユニ・チャームに商標・製造権譲渡）
  - アプリケータータイプ
  - フィンガータイプ

## ギフト製品
トップ（「NANOX one」を含む）、キレイキレイは各詳細記事を参照のこと。

### スーパー向け
- ライオン清潔・衛生ギフト - 2021年10月発売。洗たく用高濃度洗剤「トップ スーパーNANOX ニオイ専用」、ハンドソープ「キレイキレイ 薬用泡ハンドソープ」、食器用洗剤「CHARMY Magica 速乾+ カラッと除菌 シトラスミントの香り」を詰め合わせた暮らしのギフト。当初は洗たく用高濃度洗剤本体1本とつめかえ用3袋、ハンドソープ本体1本とつめかえ用1袋、食器用洗剤2本のLSE-30と30のセット構成に洗たく用高濃度洗剤つめかえ用2袋、ハンドソープつめかえ用1袋、食器用洗剤1本を追加したLSE-50の2種類を設定していたが、2022年3月に洗たく用高濃度洗剤とハンドソープのペア構成とした手提げ付箱仕様のLSE-10、10のセット構成に食器用洗剤2本を追加した手提げ付箱仕様のLSE-15、30のセット構成に洗たく用高濃度洗剤とハンドソープのつめかえ用を各1袋追加したLSE-40を追加して5種類となった。2023年4月にLSE-10を除くすべてにセットされている食器用洗剤がリニューアルされ、LSE-15A/LSE-30A/LSE-40A/LSE-50Aとなった。同年9月にハンドソープのリニューアルと洗たく用高濃度洗剤を「NANOX one ニオイ専用」に入れ替えてリニューアルされ、LSEからLNSに変更された。LNS-10はLSE-10と同じ構成、LNS-15はLSE-15Aから食器用洗剤を省く代わりにハンドソープのつめかえ用を1袋追加、LNS-30/LNS-40/LNS-50はLSE-30A/LSE-40A/LSE-50Aから洗たく用高濃度洗剤のつめかえ用を2袋、食器用洗剤を1本にそれぞれ減らす代わりにハンドソープのつめかえ用を1袋追加。併せて、15のセット構成に洗たく用高濃度洗剤のつめかえ用を1袋と食器用洗剤を1本追加したLNS-20と、20のセット構成に洗たく用高濃度洗剤のつめかえ用を1袋追加したLNS-25を追加し、7種類となった。
- ライオン プチギフト - 2023年9月に「トップ スーパーナノックスギフト」のLDN-8A、LSN-10A、LSN-15Vを全面刷新した低価格帯のギフト。セットされる洗たく用高濃度洗剤は「NANOX one ニオイ専用」に統一され、LPE-8はLDN-8Aの「CHARMY Magica 除菌+」から「CHARMY Magica 速乾+ カラッと除菌 シトラスミントの香り」へ入替。LPE-10はLSN-10Aと同じ洗たく用高濃度洗剤の本体・つめかえ用のペア構成、LPE-15はLSN-15V同様に「CHARMY Magica 速乾+ カラッと除菌」がシトラスミントの香り2本に変更した。

### 法人向けノベルティ
- ライオンデンタルセット - ライオンのオーラルケアにおける主力ブランドである「システマ」と「クリニカ」を詰め合わせたハミガキとハブラシのセット。3種類のハミガキ（システマEXハミガキ メディカルクール、システマEXハミガキ エクストラハーブ、クリニカハミガキ マイルドミント(タテ型の他に40gもセットされる)）と2種類のハブラシ（システマハブラシ コンパクト4列、クリニカハブラシ フラットカット3列）を詰め合わせたLDS-Aのみの設定。
- ライオンキッチンセット - 食器用洗剤と「リード」シリーズを組み合わせたキッチンセット。2017年12月に全面刷新。外装箱がタイル調のデザインの変更され、食器用洗剤は「チャーミーVクイック」から「CHARMY Magica」へ変更された。セット内容も刷新されており「CHARMY Magica 除菌+」と「リード クッキングペーパー」で構成されたLMS-A、LMS-Aのセット構成に「リード 冷凍も冷蔵も新鮮保存バッグ」のS3枚 箱とM3枚 箱を追加したLMS-C、LMS-Cのセット構成から「リード 冷凍も冷蔵も新鮮保存バッグ」をM3枚 箱のみにする代わりに、「リード クッキングペーパー 小」を8枚に増やし、「CHARMY Magica スプラッシュオレンジの香り」を追加したLMS-8、LMS-8のセット構成に「リード アクも油もとるシート 中」を追加したLMS-10、LMS-10のセット構成に「CHARMY Magica 除菌+ レモンピールの香り」と「リード 冷凍も冷蔵も新鮮保存バッグ」S3枚 箱を追加し、「リード クッキングペーパー 小」を12枚に増やしたLMS-15の5種類が用意される。2019年6月にLMS-Aがセットされている「リード クッキングペーパー」を大2枚 袋からLMS-Cと同じ小4枚 袋に変更され、LMS-AEに改名してリニューアル。LMS-8/10/15にセットされている「CHARMY Magica スプラッシュオレンジの香り」は「CHARMY Magica 酵素+ フルーティオレンジの香り」に差し替えられた（なお、正面下部に名入れ用のスペースが設けられたノベルティ専用ラベルとなっており、全種類にセットされている「CHARMY Magica 除菌+」も同様にノベルティ専用ラベルとなった）。2021年6月にセットされている「CHARMY Magica 除菌+」を「CHARMY Magica 速乾+ カラッと除菌 シトラスミントの香り」に、LMS-15にセットされている「CHARMY Magica 除菌+ レモンピールの香り」を「CHARMY Magica 速乾+ カラッと除菌 クリアレモンの香り」にそれぞれ差し替えてリニューアルされた。

## 業務用
業務用製品はライオンハイジーンが販売を行っている。一部ライオンが製造するブランドがあり、一般向けにはすでに製造を終了したものの、業務用に限り発売を続けているブランドもある。キレイキレイ、トップ、ダッシュ、ソフラン、ライオンソフター、チャーミー、ライポンF、ママレモン、酸素系キッチンブライト、ライオンクレンザー、ルック、リード、hadakara、植物物語、プレーン&リッチ、ソフトインワンの業務用製品は各詳細記事を参照。

### 手指衛生
- 手指消毒速乾ジェル【指定医薬部外品】 - 2020年12月発売。日局エタノールを有効成分として配合したジェルタイプの手指消毒剤。
- サニテート
  - A ハンドミスト【指定医薬部外品】 - 手指用消毒剤。通常デザイン品に加え、300ml入りのデザインボトルもあり、ポンプ部がブラックの「モノトーン」とポンプ部がオレンジの「ミッフィーa」の2種類がある。
  - T【医薬部外品】 - 手洗い用液体石鹸（微香性）
  - TG【医薬部外品】 - 無香性

### 食器洗浄機・容器洗浄機用
- 食器洗浄機用洗浄剤
  - マイスター - アルミ保護成分を配合した固形タイプ「マイスターCA」、硬水地域向け固形タイプ「マイスターCH」、水質の悪い地域向け固形タイプ「マイスターCRS【医薬用外劇物】」、スケール抑制作用を持つ「マイスターCZハイパー【医薬用外劇物】」、「スポットクリア成分」配合の固形タイプ「マイスターシャインNR」、「スポットクリア成分」配合の液体タイプ「マイスターシャインリキッドNR」
  - ネクストコンクP【医薬用外劇物】 - 2倍濃縮の固形タイプ
  - エコペレ - ペレット状の固形タイプ。エコマーク認定。アルミ保護成分を配合した「エコペレA」と塩素系漂白剤を配合した「エコペレB」の2種類がある。
  - クリーンカット - 液体タイプ。漂白剤を配合した「クリーンカットB」、アルミ保護成分と塩素系漂白剤を配合した「クリーンカットAB」、水質の悪い地域向け「クリーンカットL【医薬用外劇物】」、硬水地域向け「クリーンカットP【医薬用外劇物】」、中性タイプの「中性クリーンカット」がある。
  - アルファコンク - 2倍濃縮の液体タイプ。スケール付着抑制作用を持つ「アルファコンクH」、アルミ保護成分を配合した「アルファコンクA」、水質の悪い地域向け「アルファコンクN【医薬用外劇物】」、硬水地域に向け「アルファコンクP【医薬用外劇物】」の4種類がある。
- リンス剤
  - ブライトナーリンス
  - フレッシュアップ - 「フレッシュアップリンス」と2倍濃縮タイプの「フレッシュアップコンク」がある。
- 前浸漬剤
  - プリソークリンク
- 容器洗浄機用洗浄剤/浸漬剤
  - エコペレK
  - プラシャイン - カートリッジ式固形タイプ洗浄剤「プラシャインPC【医薬用外劇物】」、中性・液体タイプ洗浄剤「プラシャインCL100」、液体タイプ洗浄剤「プラシャインCL104」、強力キレート剤配合の液体タイプ洗浄剤「プラシャインCL115【医薬用外劇物】」、浸漬用液体洗浄剤「プラシャインCL200」、「プラシャインCL210【医薬用外劇物】」の6種類がある
- スケール除去剤
  - SR-20
- 中和剤
  - 中和剤SR - 酸性洗浄剤用廃液中和剤（粉末タイプ）
  - 中和剤AR - アルカリ洗浄剤用廃液中和剤（液体タイプ）
  - LION酸洗浄液中和剤 - 酸性洗浄液の排水対策用中和処理剤

### 食器・調理器具・厨房機器・加工機器・設備・施設用
- 中性洗剤
  - タフロン
  - パワロンS
  - セルシア - 4倍濃縮タイプの「セルシア速乾マイルド」と6倍濃縮タイプの「セルシアコンクα」の2種類がある。
- 銀器用洗浄剤
  - ビストロシルバーS - クリーム状の磨き剤
  - ブライトン - 浸漬洗浄剤。粉末タイプの「ブライトンP」と液体タイプの「ブライトンD」の2種類がある。
- 空間除菌剤
  - メディナース 空間除菌 - 2020年12月発売。二酸化塩素を用いた置き型タイプ。8畳用の90g×4個入りと30～40畳用の400g入りの2種類がある。なお、「メディナース」は元々ライオンが外皮用薬のブランドとして発売され、2008年7月の全製品の製造終了をもってブランドを終息していたが、品目を転換し、ライオンハイジーンが取り扱う業務用ブランドとして12年5か月ぶりにブランドを復活した。
- 塩素系漂白剤
  - ニューブリーチ食添
  - キッチンパワーブリーチ
  - 泡ショットブリーチ - スプレータイプ
- 酸素系漂白剤
  - クリーネス
- アルコール製剤
  - ファイナルアルコール
  - ライオガード アルコール - スプレータイプは1Lに加え、白い半透明のボトルと黒のスプレーのモノトーンで文字要素を減らした300mlのデザインボトルも設定されている。
  - ハイアルコールスプレー
- 除菌洗浄剤
  - サニテート - 濃縮タイプの「サニテートK」、濃縮・中性タイプの「サニテートK-S」、第四級アンモニウム塩製剤の「サニテートS-1」、第四級アンモニウム塩にビグアニド系除菌成分を配合した「サニテートS-2」の4種類がある。
  - メディプロ - 医療施設用
    - 抗ウイルスクリーナー - 希釈不要で使用可能なマルチクリーナー。
    - ジアフォームクリーナー1000 - 次亜塩素酸ナトリウムを用いた希釈不要のスプレータイプ。
    - デイリーケアクリーナー - 第四級アンモニウム塩を用いた希釈タイプ。200倍にうすめて使用する。
    - エタノールクロス - エタノールを用いたシートタイプ。つめかえ用もある。
- 油汚れ用洗浄剤
  - タフナー - 多目的洗浄剤「マルチタフナー」、油汚れ用超強力洗剤「タフナーR」、スチームコンベクションオーブン専用洗浄剤「スチコンタフナーA」がある。
  - グリースサットル
- ゆで麺器用スケール除去剤
  - LION ゆで麺器キレイ
- 床用洗浄剤
  - プロバイオ イージークリーン フロア用
  - タフナーL
- 発泡洗浄用洗浄剤
  - リッチフォーム -　防錆タイプの「MF200」、除菌剤配合の「MF300」、耐熱性芽胞形成菌（納豆菌など）のコントロールに対応した「MF400」、高洗浄力タイプの「MF520【医薬用外劇物】」、次亜塩素酸ナトリウム配合の「MF604」、高洗浄力タイプの「RO」の6種類がある。
- 特殊加工機器用洗浄剤
  - ブリーカーSL130【医薬用外劇物】
  - LIONゆで麺クリーナー
- 次亜焼け用洗浄剤
  - 次亜焼けクリーナー

### 調理サポート
- カウンタークロス PRO
- 油っ固 - 油固化剤

### トイレ用
- メディプロ トイレクリーナー
- きれいのジェル - ジェルタイプの便座用アルコール。ディスペンサーにカートリッジをセットして使用する。

### ヘアケア&ボディケア
- レオナイス - シャンプー、コンディショナー、リンスインシャンプー、ボディソープ、さっぱりボディソープの5品目があり、いずれの品目にも4.5Lと18Lの2サイズがある。
- ソフィール 全身シャンプー - 介護施設向け全身シャンプー
- ジョナ フェイス&ハンドソープ

### バスルーム用
- メディプロ バスクリーナー

### 衣類・クリーニング・リネンサプライ用
- ライオンクリアウォッシュEX - 濃縮洗濯用洗剤（液体タイプ）
- レオサット - 洗濯用洗剤（液体タイプ）
- レオホワイト - 洗濯用洗剤（粉末タイプ）
- クリーニング・リネンサプライ用粉末洗剤
  - バイオサット - ハード汚れ用の「バイオサットハード」、汎用の「ニューバイオサット」、微生物を除去する「バイオサット プラスハイジーン」、合成繊維用の「合繊用バイオサット」、合成繊維用・無蛍光タイプの「無蛍光合繊用バイオサット」がある。
  - エルサット クリーンホワイト
  - ダストクリーン - ダストコントロール製品向け。「ダストクリーンEX」と高洗浄力タイプの「ダストクリーン20」がある。
  - パワークリート - 有りん
  - ライオパワー - ワンショット。「ライオパワーワンショット」と、色・柄用の「カラーライオパワー」がある。
- クリーニング・リネンサプライ用液体洗剤
  - シーロー - 「シーローLS17」と「無蛍光シーロー」がある
  - ダストケアー15 - 無塵無菌衣専用
- クリーニング・リネンサプライ用濃縮液体洗剤
  - エルサットコンク - 「エルサットコンクST」と無蛍光タイプの「無蛍光エルサットコンクST」がある
  - レオーネコンク - アルカリ助剤の「レオーネコンクSP」、アルカリ助剤とキレート助剤を一体化した「レオーネコンクMK」がある
  - ビルダーコンクN - キレート助剤
- クリーニング・リネンサプライ用石鹸
  - ライオン粉末SA
- クリーニング・リネンサプライ用洗浄強化剤
  - レオーネ - アルカリ強化剤。コンパクト型粉末タイプの「レオーネMK」と強力液体タイプの「レオーネリキッドMK」がある
  - ビルダー - アルカリ・キレート剤。粉末無りんタイプの「パワフルビルダー」、粉末有りんタイプの「ビルダーP2」、液体無りんタイプの「無りんLAビルダー」がある
  - パワフルノニオン - 濃縮液体タイプ
  - レオコンク808
  - バイオパワフルコーソ - ハイパワー液体酵素剤
- クリーニング・リネンサプライ用柔軟剤
  - ソフターC - 濃縮タイプ
  - ソフテスQ - 4倍濃縮の無香料・高吸水性タイプ
  - ソフターL - 従来タイプ
  - ドライクイックソフター - 速乾剤配合の従来タイプ
- 衣類用酸素系漂白剤
  - ライオンカラーブリーチ - 液体タイプ
  - ライオンカラーブリーチEX - 液体濃縮タイプ
  - クリーネス衣類用 - 粉末タイプ
  - ウルトラブリーチK - 粉末タイプ
  - ニューPCホワイト - 粉末タイプ
- 衣類用塩素系漂白剤
  - メディプロ ブリーチ - 医療施設向け除菌漂白剤
- 洗濯機用洗浄剤
  - パワフル洗濯ドラムの洗剤
- クリーニング・リネンサプライ用糊剤
  - ルビノールLV
  - ライオンコーンスターチ
  - ニューシャキット
- クリーニング・リネンサプライ用その他仕上げ剤
  - ライオンサワー剤
  - 抗菌ファブキーパーST
  - ライオン防水剤W
  - ニューメルティ - 液体消臭剤
  - クリーニングの後処理剤
  - リンクルスプレー - 平滑剤
  - ファブケアー - 防汚処理剤
- 自家ランドリー用
  - レオクリーン - 抗菌洗剤（液体洗剤）、ソフター（柔軟剤）、CLブリーチ（塩素系漂白剤）、O2ブリーチ（酸素系漂白剤）、アルカリビルダー（洗浄強化剤）の5品目がある。使用の際は専用の自動供給装置（L5000Plus）が必要となる。
- ウエットクリーニング用
  - クーロン - 液体タイプの「ニュークーロン15」と粉末タイプの「ハイクーロン300」がある
  - スムーズケア - 平滑剤
- コインランドリー用
  - ランドメイト - 液体洗剤「ランドメイト抗菌ウォッシュRF」、低泡性液体洗剤「ランドメイト抗菌ウォッシュLF」、柔軟剤「ランドメイトソフターF」がある。
- クリーニング店 店頭取扱用
  - 無りんコール
  - 無りんエルレディー
- ドライクリーニング用
  - リパール - アニオン系基本ソープ「リパールS」、帯電防止剤を配合したカチオン系複合ソープ「リパールDX」、シリコンを配合したノン溶剤系複合ソープ「リパールNS」がある。

### 野菜洗浄用
- 野菜キレイ - 「野菜キレイNEXT」、2倍濃縮タイプの「野菜キレイFX2」、4倍濃縮タイプの「野菜キレイNX4」の3種類がある。

### 製造終了品
- 濃縮ブリード - 洗濯用洗剤（粉末タイプ）